# Museo Pushkin
El Museo Pushkin de Moscú (en ruso y de forma oficial, Музей изобразительных искусств имени А. С. Пушкина, Museo Estatal de Bellas Artes A. S. Pushkin) es el segundo gran museo de Rusia dedicado al arte europeo, solo superado por el Museo del Hermitage de San Petersburgo. Se ubica en la calle Voljonka, 12.

## Historia
El museo fue fundado con fines educativos por un profesor de la Universidad de Moscú, el filólogo Iván Vladímirovich Tsvetáiev, hijo del historiador Dmitri Ilovaiski y padre de la poeta Marina Tsvetáyeva. Gracias a su empeño, la Duma de Moscú le concedió un terreno en el centro de la ciudad llamado Kolymazhny Dvor ('Casa de Carretas'), no lejos del Kremlin.
El edificio, de líneas clásicas con columnas jónicas, lo diseñó Román Klein. Se inauguró en 1912, bautizado con el nombre del zar Alejandro III de Rusia.
Inicialmente el museo se centraba en la escultura clásica, mostrando mayormente copias en yeso que servían para el aprendizaje de los nuevos artistas, pero la Revolución soviética de 1917 le dio un cambio de rumbo. El nuevo gobierno comunista decidió ampliarlo en 1924 con obras de arte nacionalizadas, en su mayor parte de coleccionistas particulares que habían huido del país. Por ello, el Museo Pushkin posee fondos muy dispares de arqueología egipcia, vasijas griegas, tejidos y grabados.

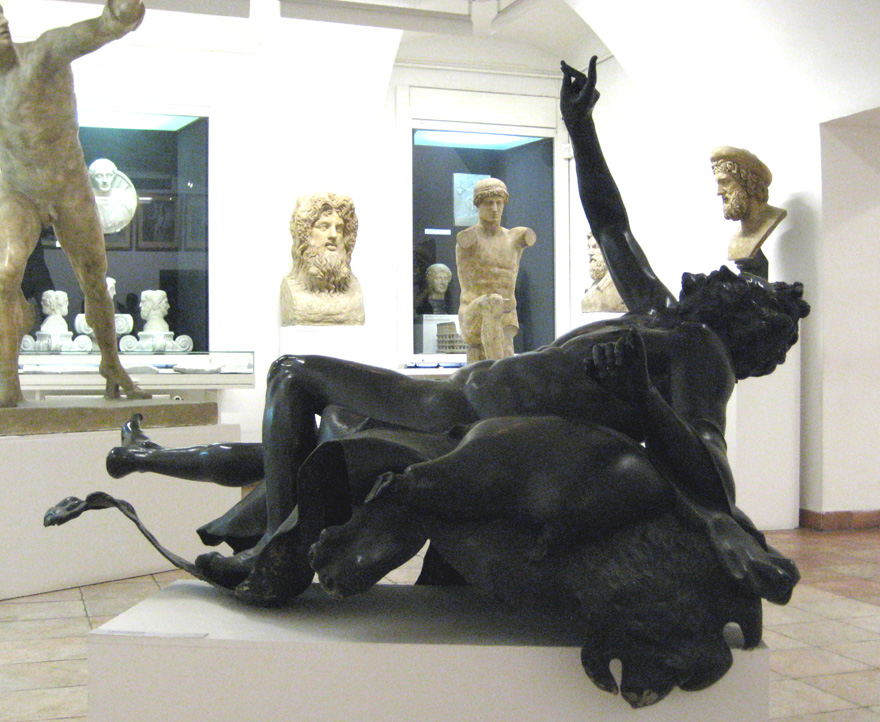
Sala del museo, con reproducciones escultóricas en yeso.

En el periodo 1924-1930, el museo creció de manera sustancial, gracias a las obras transferidas desde San Petersburgo, mayormente del Hermitage. Se pretendía así equilibrar la riqueza artística de ambas ciudades y, de paso, aliviar la saturación del Hermitage. También se adscribieron al Pushkin diversos paisajes y escenas costumbristas de la Galería Tretiakov, y más de 500 cuadros europeos del Museo Rumyántsev (disuelto en 1927) junto con dibujos, grabados, monedas y una valiosa biblioteca. La institución recibió su nombre actual en 1937, el cual homenajea al escritor Aleksandr Pushkin.
En 1948, el llamado Museo Estatal de Arte Occidental, que había sido creado con las colecciones de Serguéi Schukin e Iván Morózov, fue desmantelado y sus fondos se repartieron entre el Hermitage y el Pushkin. Gracias a ello, ambos museos cuentan con célebres obras impresionistas y vanguardistas.

### Ampliación frustrada
En 2008, el presidente ruso Dmitri Medvédev anunció unas obras de modernización del museo presupuestadas en 177 millones de dólares. Pero al año siguiente se barajaba una ampliación mucho más ambiciosa, a cargo del arquitecto Norman Foster y su equipo, con un presupuesto de 670 millones. Este proyecto incluía la construcción de varios edificios para biblioteca, sala de cine y oficinas, así como una armonización estética del conjunto ya existente. La escala de la intervención, y sobre todo su estética moderna, motivaron múltiples críticas de expertos y responsables locales: la reforma implicaba alterar la atmósfera antigua de toda un área urbana que ellos preferían preservar. Posteriormente el arquitecto municipal de Moscú presionó al estudio Foster, quejándose de la lentitud en sus tareas, y finalmente en 2013 dicho estudio renunció a proseguir con el diseño perfilado.
Actualmente, el sitio web del museo alude a obras de reforma, pero a menor escala.

## Colecciones
Las colecciones del Museo Pushkin son asombrosas por amplitud y variedad; constan de más de 560 000 piezas. Alberga momias egipcias, cerámicas y esculturas griegas, así como pintura europea, tanto antigua como impresionista y posterior. Pero el renombre del museo se debe en gran medida a sus fondos de pintura francesa y de pintores europeos activos en París entre el impresionismo y la I Guerra Mundial.
En las colecciones arqueológicas, destaca el llamado Tesoro de Príamo, que el Ejército Rojo se llevó de Berlín durante la II Guerra Mundial.
Las colecciones de pintura antigua incluyen varias obras icónicas mundialmente conocidas, como una Sagrada Familia de Bronzino, La vieja coqueta de Bernardo Strozzi y varias obras de Rembrandt, entre ellas Cristo expulsando a los mercaderes. Hay además ejemplos de Sassetta, Botticelli, Pietro Perugino, Cima da Conegliano, Giovanni Girolamo Savoldo, Paolo Veronese, Lorenzo Lotto, Parmigianino, Gaudenzio Ferrari, Michel Sittow, Jan Gossaert, Joachim Beuckelaer, Lucas Cranach el Viejo, Adam Elsheimer, Luis de Morales, Zurbarán, Murillo, Rubens, Anton van Dyck, Nicolas Poussin, Simon Vouet, Bernardo Strozzi, Elisabetta Sirani (Autorretrato), Adriaen van Ostade, Govaert Flinck, Watteau, François Boucher, Chardin, Giambattista Pittoni (La muerte de Sofonisba), Bernardo Bellotto, Francesco Guardi, Corot, Ingres, Delacroix, etc.
El repertorio impresionista y de fin del siglo XIX es riquísimo, con abundantes obras de Renoir, Degas, Van Gogh y Gauguin. A destacar especialmente El viñedo rojo, uno de los pocos cuadros que Van Gogh vendió en vida, y En el café (Retrato de Madame Ginoux) de Gauguin.
El repertorio de las vanguardias del siglo XX es igualmente notable, con obras de Henri Matisse, André Derain, Maurice de Vlaminck, Paul Signac, Pierre Bonnard, Edvard Munch, Georges Braque, Fernand Léger, Giorgio de Chirico y Joan Miró, entre otros muchos autores. De Pablo Picasso hay pinturas esenciales como Viejo ciego con niño, obra importante de la etapa azul del artista; el Retrato cubista de Ambroise Vollard y una de las obras maestras de su etapa rosa, La acróbata de la bola.

## Galería de obras destacadas

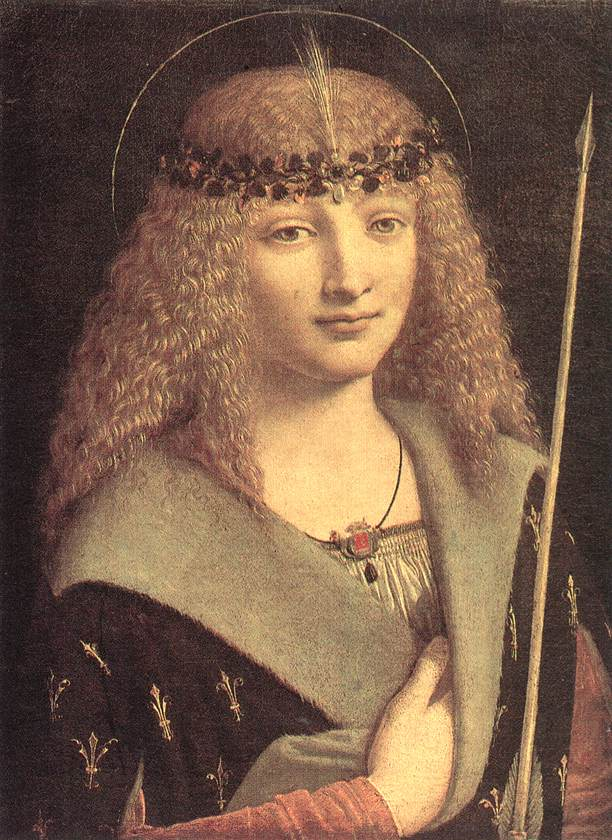
Boltraffio, San Sebastián
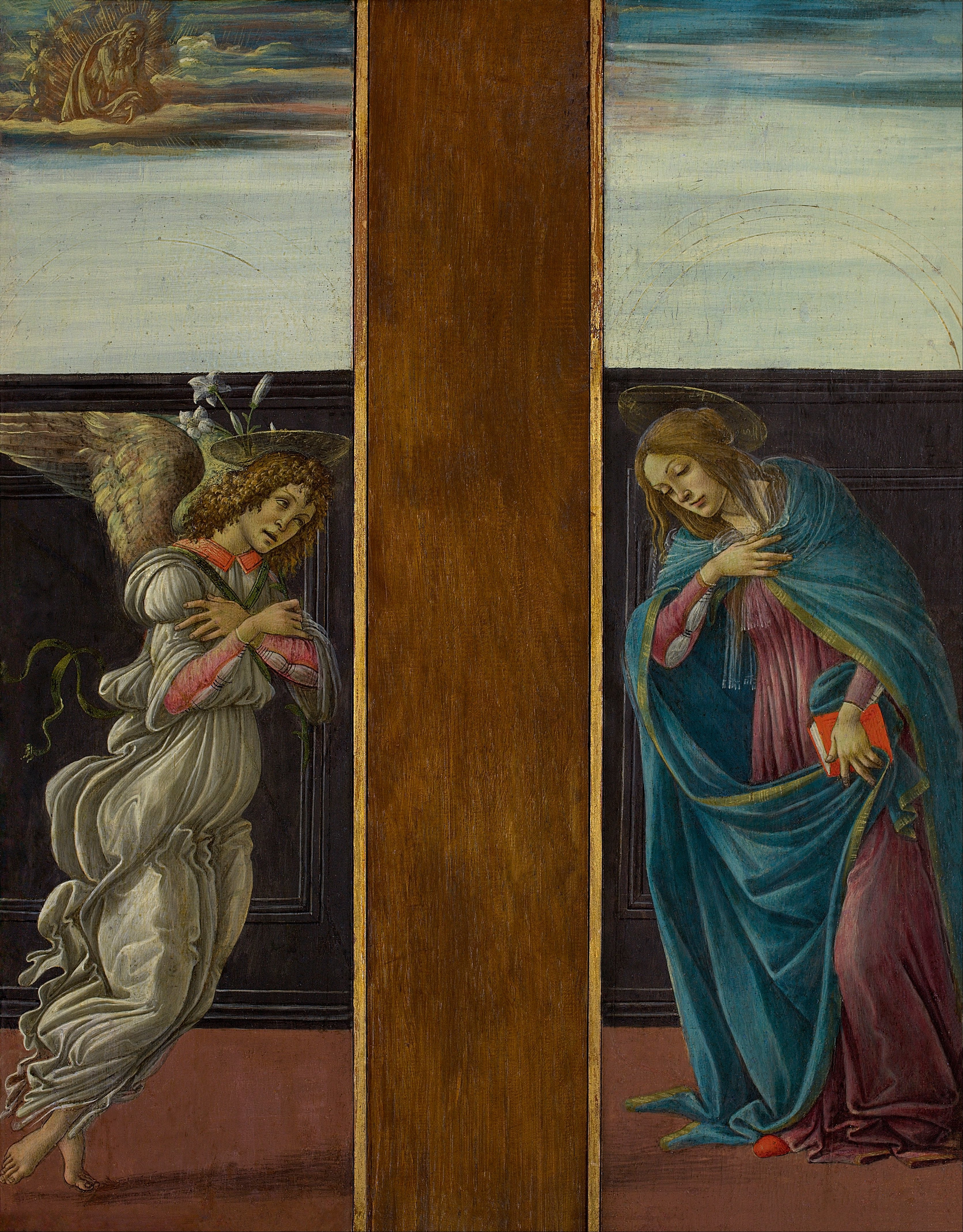
Sandro Botticelli, Anunciación
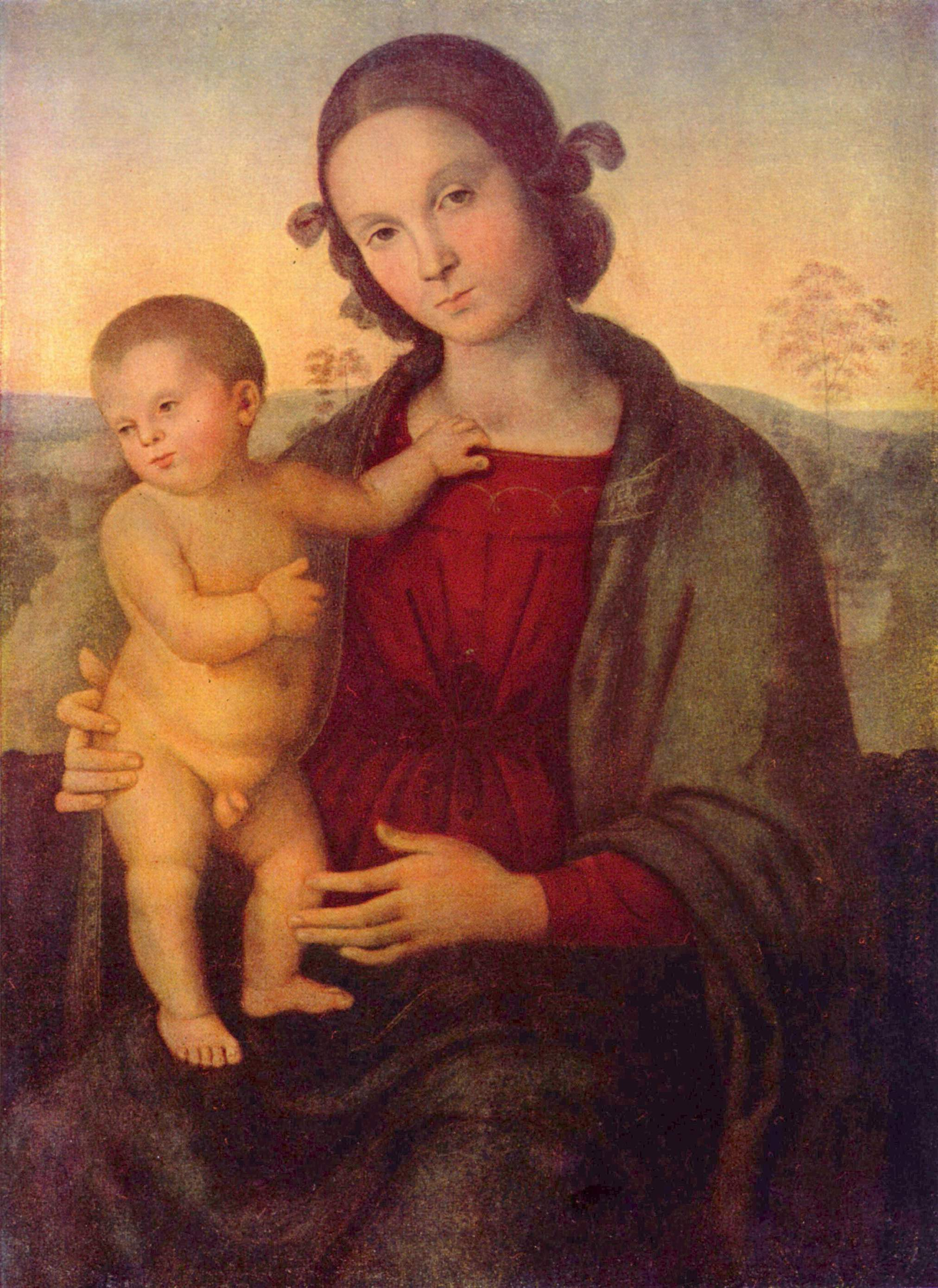
Pietro Perugino, La Virgen con el Niño
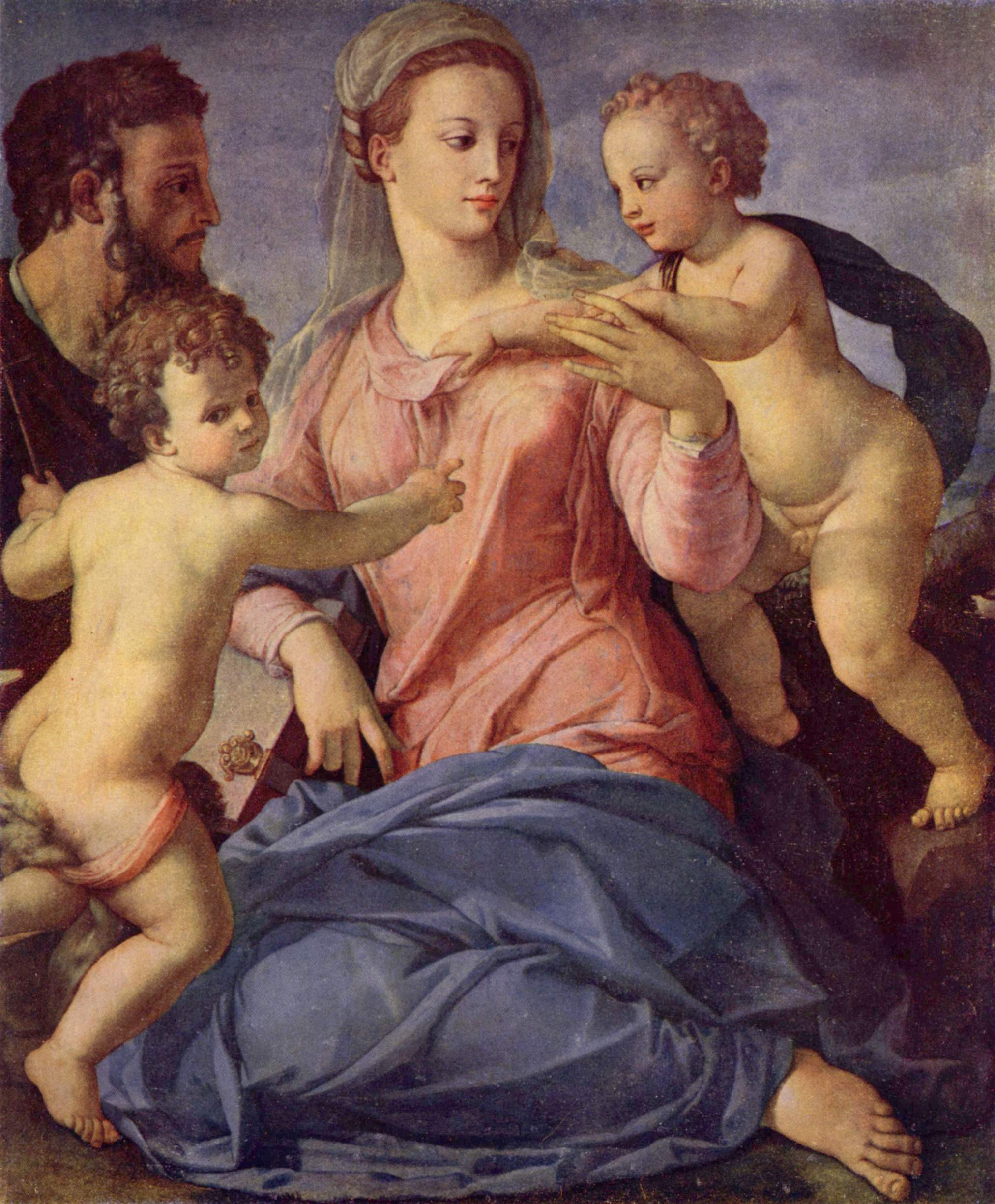
Bronzino, Sagrada Familia
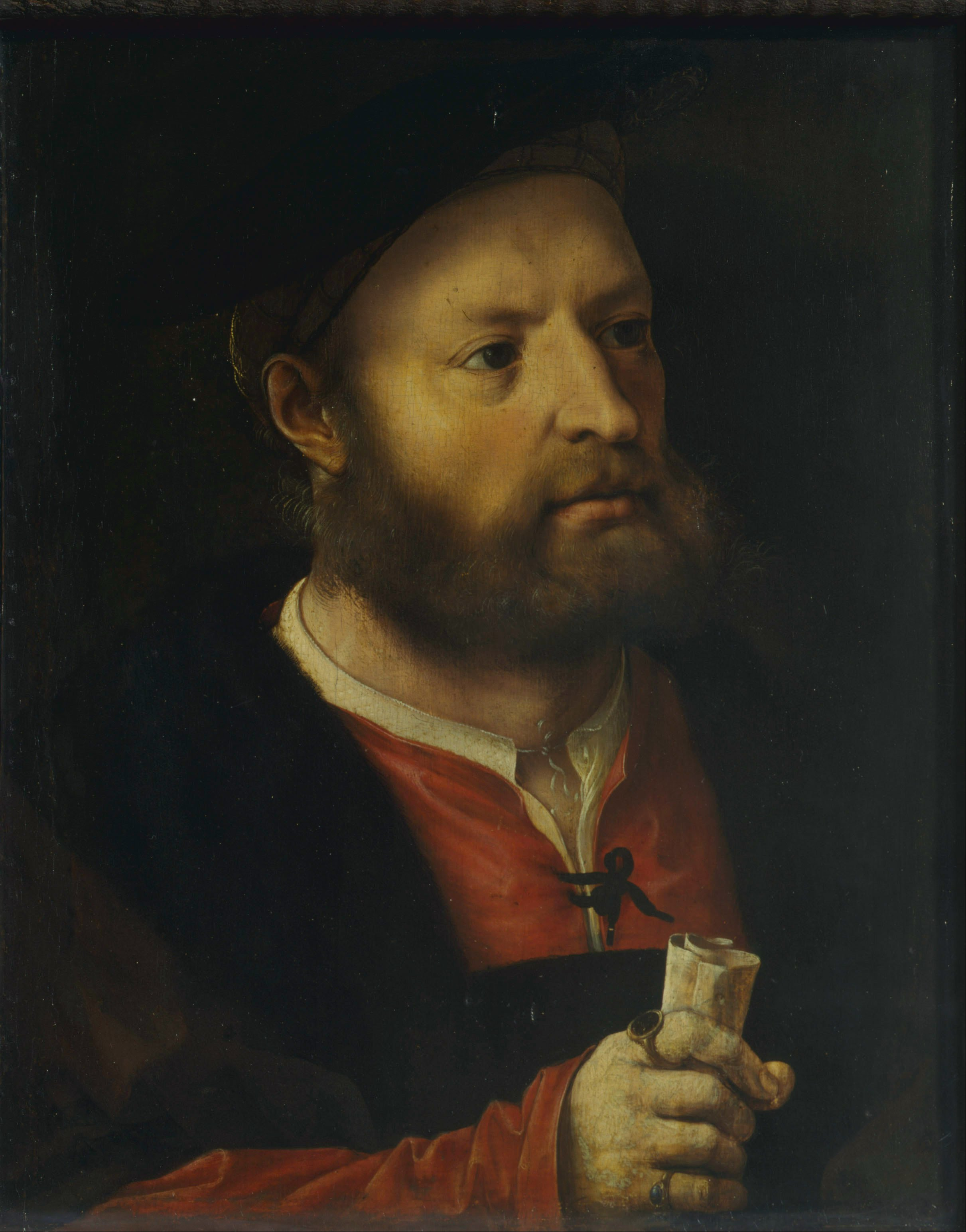
Jan Gossaert, Retrato de caballero
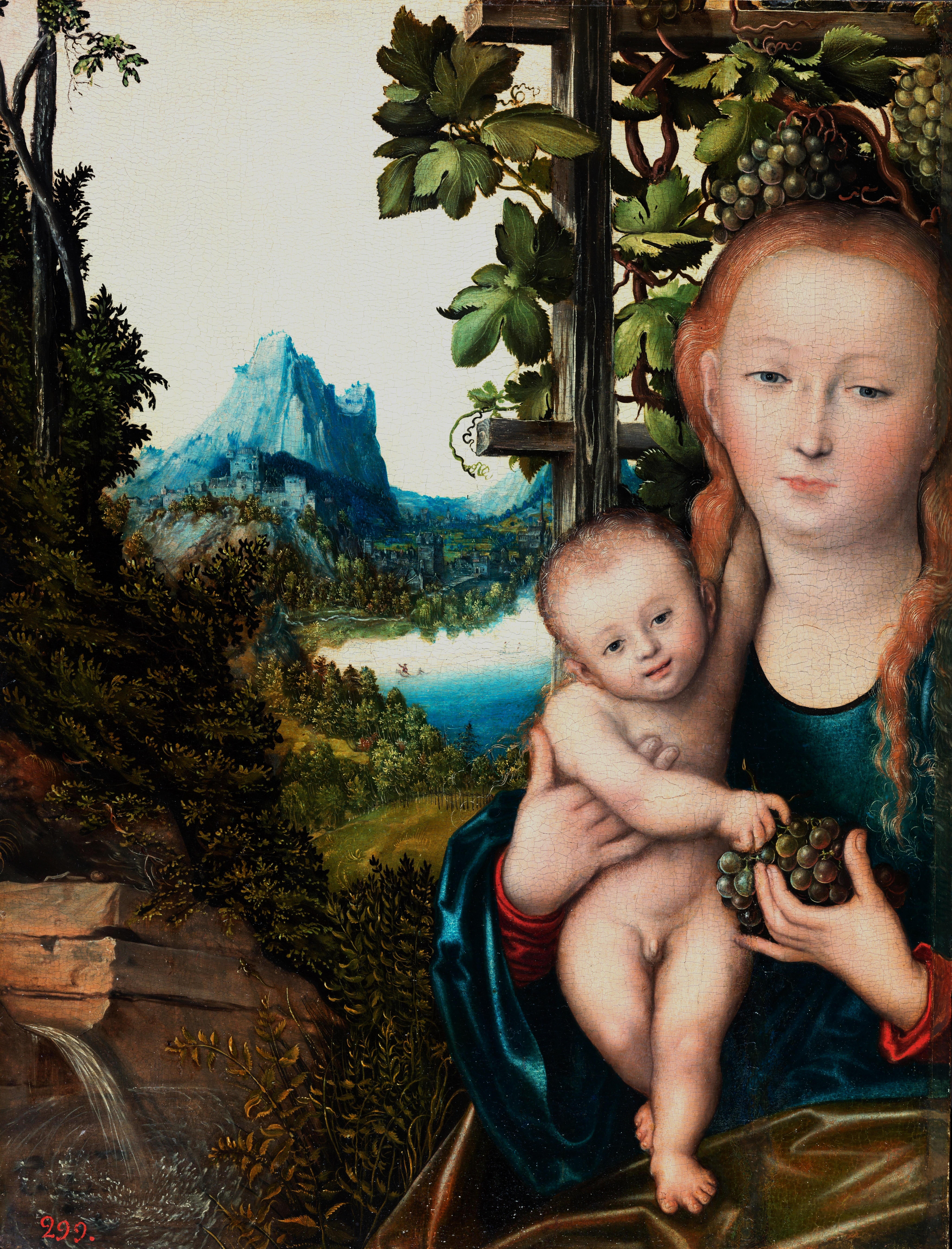
Cranach, Madonna y el Niño
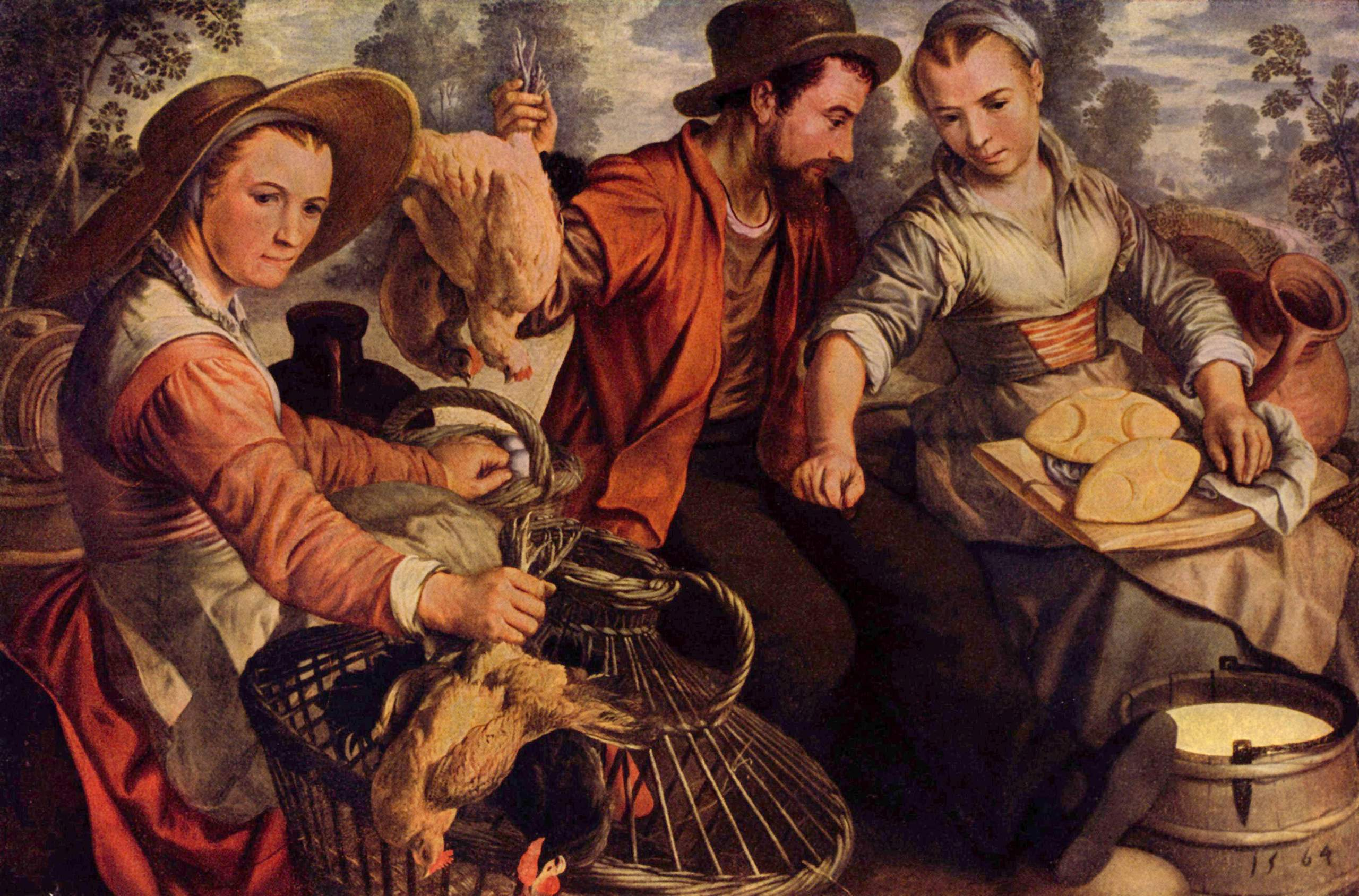
Joachim Beuckelaer, Escena de mercado
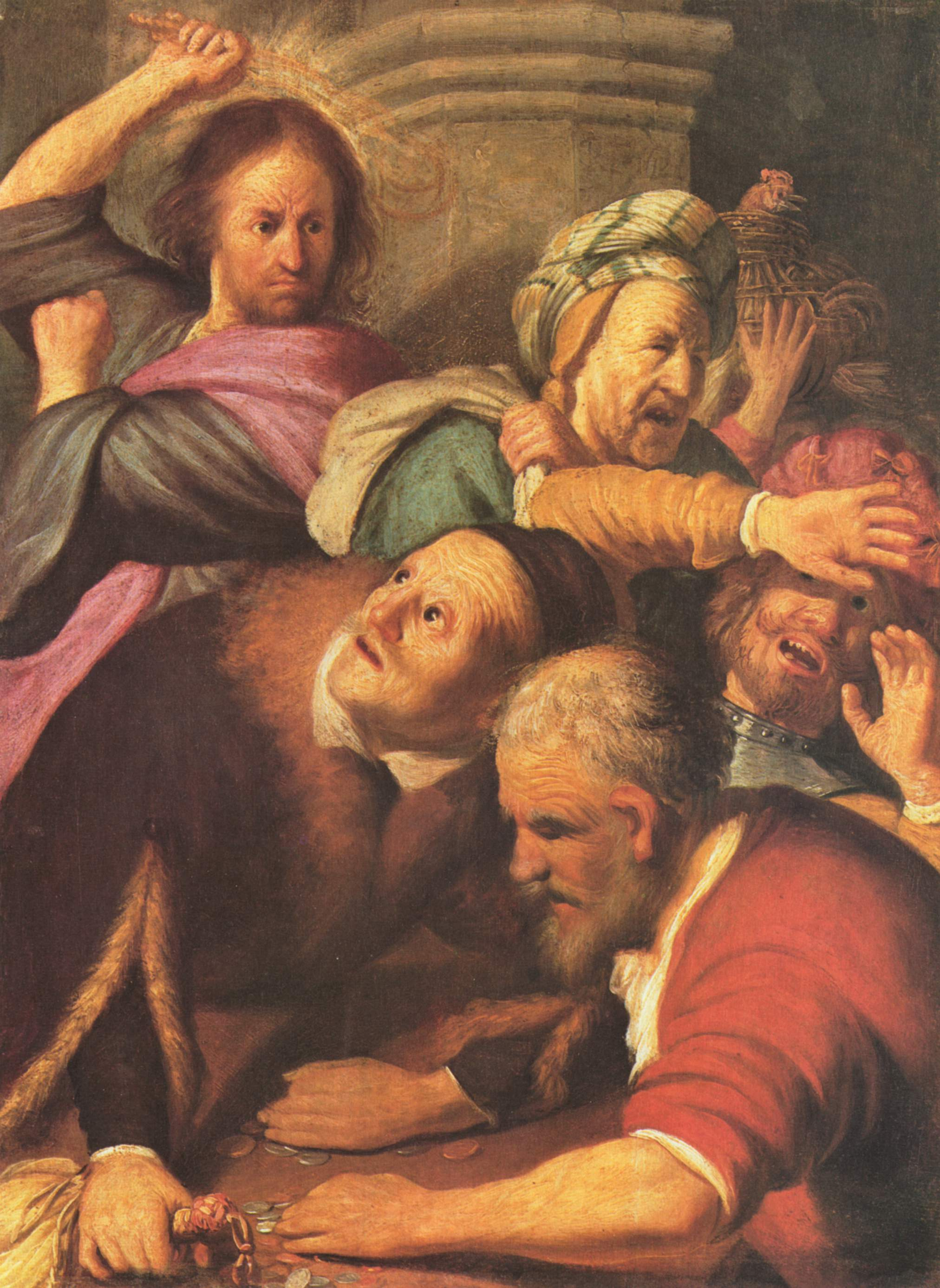
Rembrandt, Cristo expulsa a los mercaderes del templo
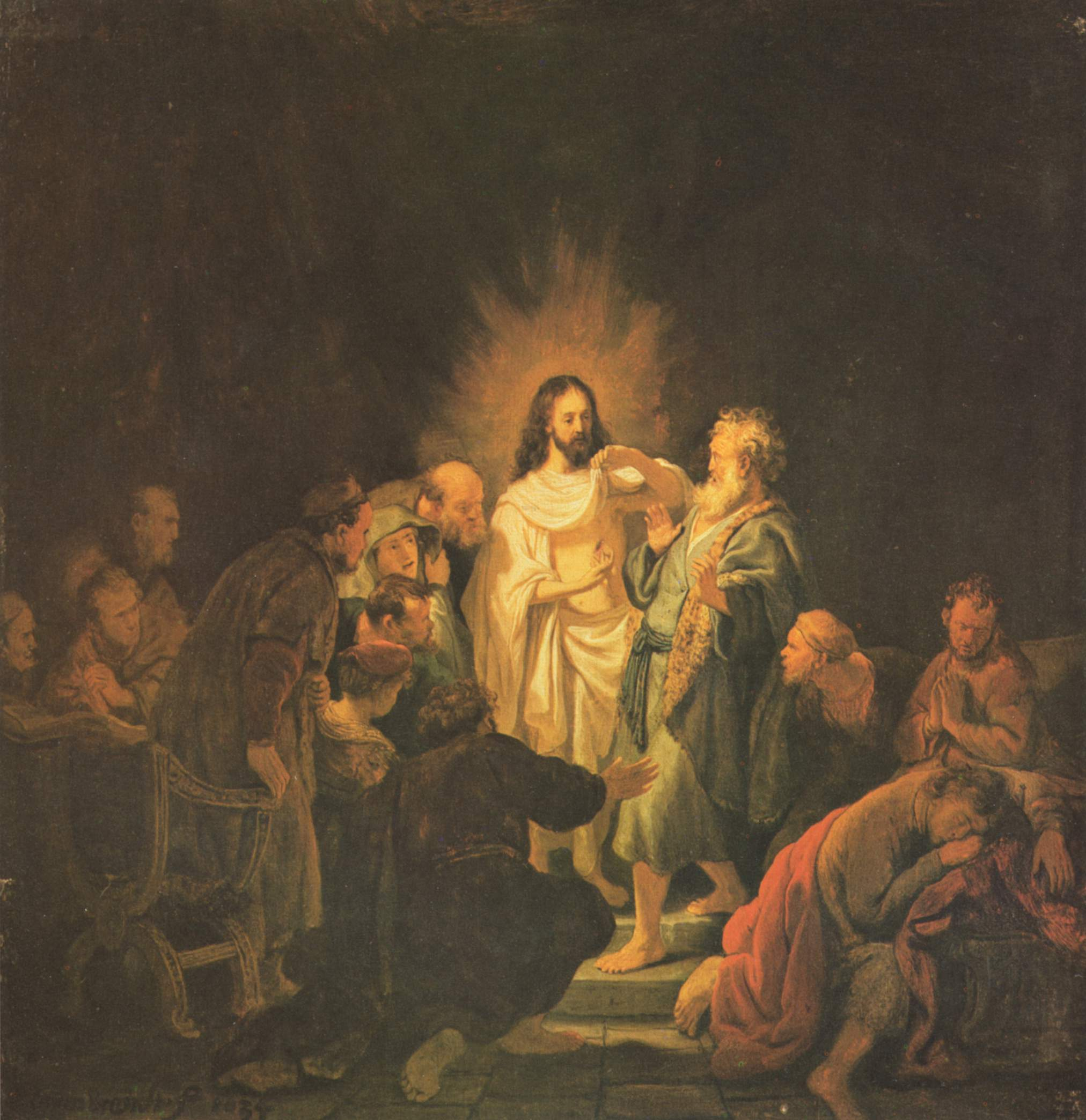
Rembrandt, La incredulidad de santo Tomás
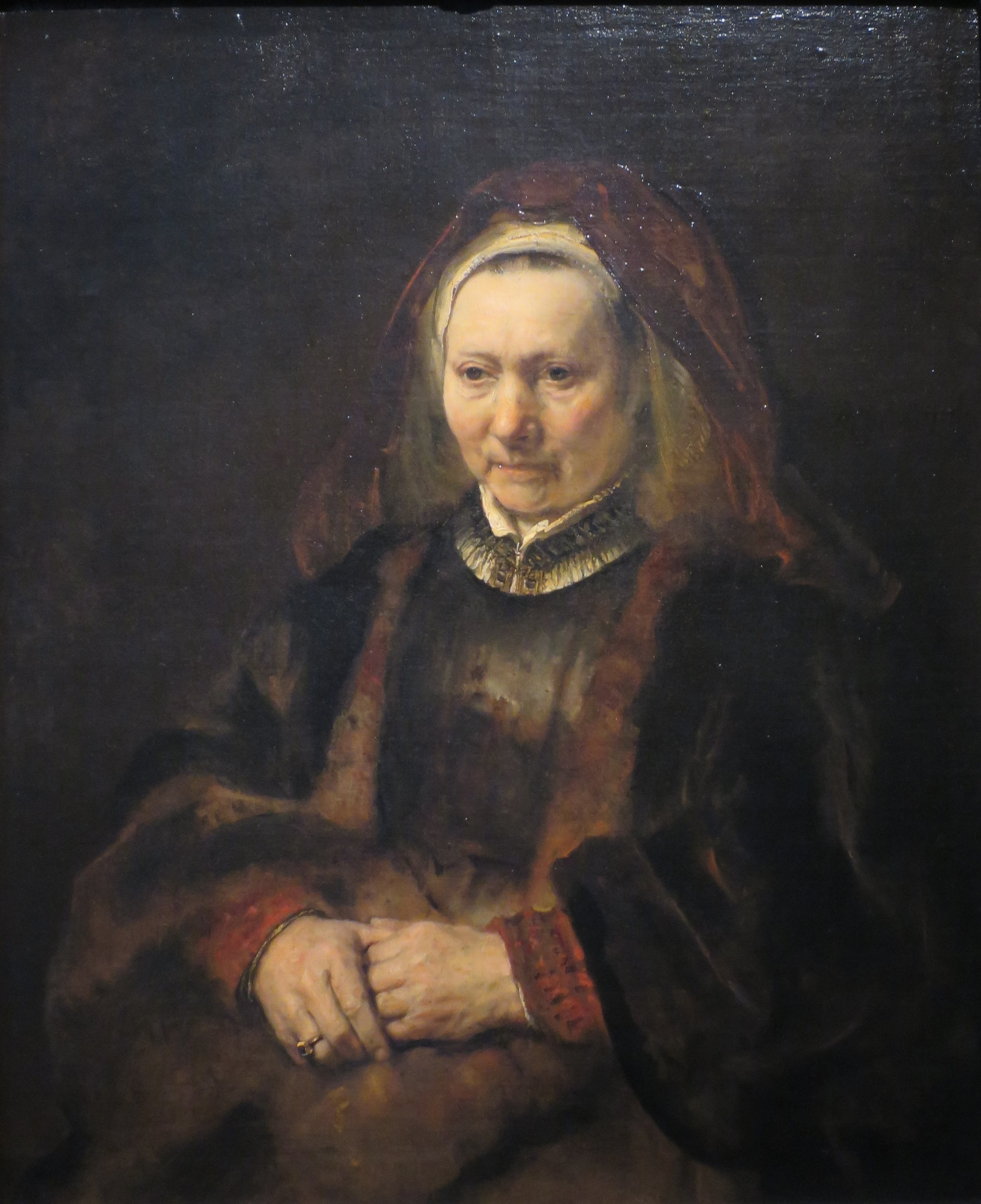
Rembrandt, Retrato de anciana
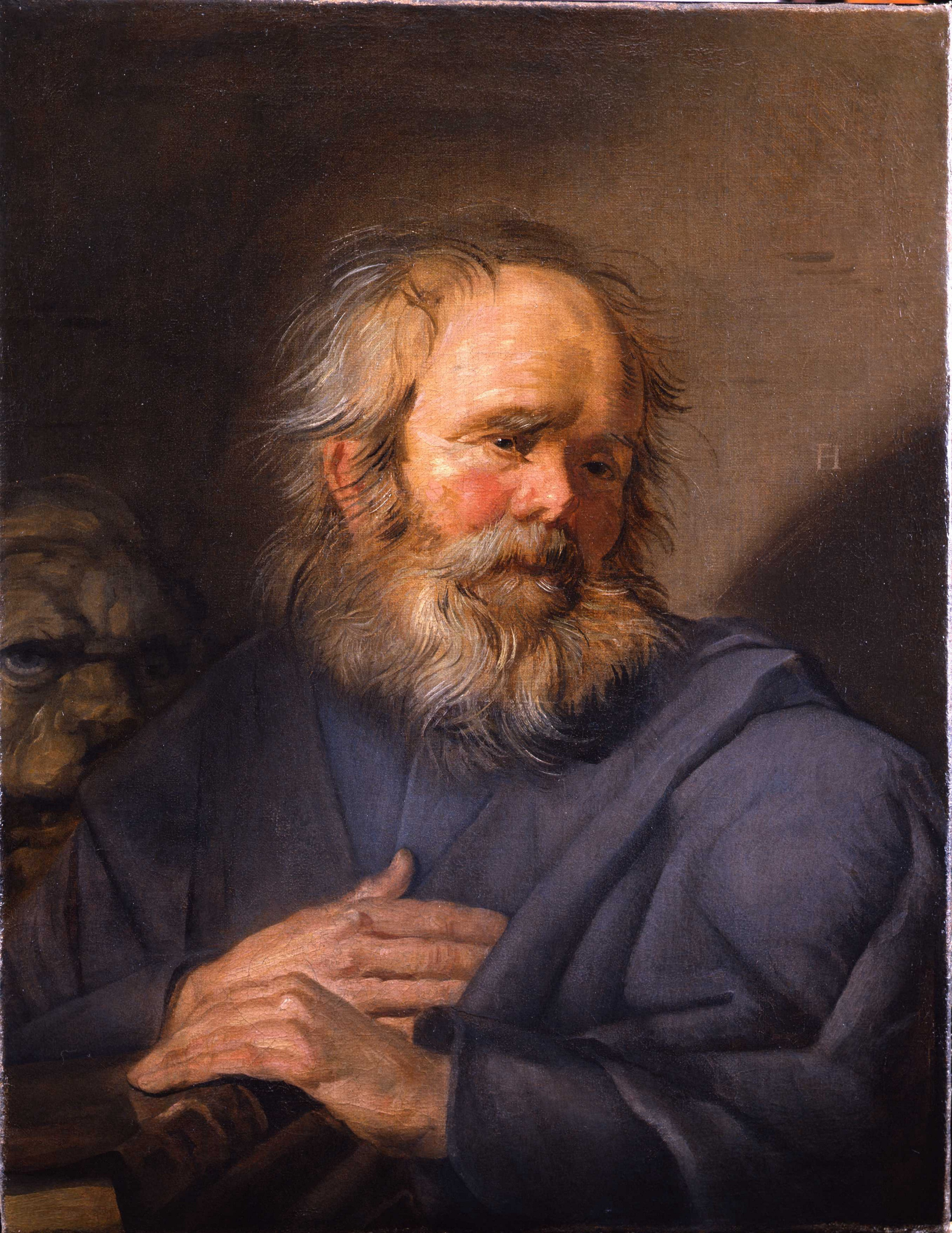
Frans Hals, San Marcos
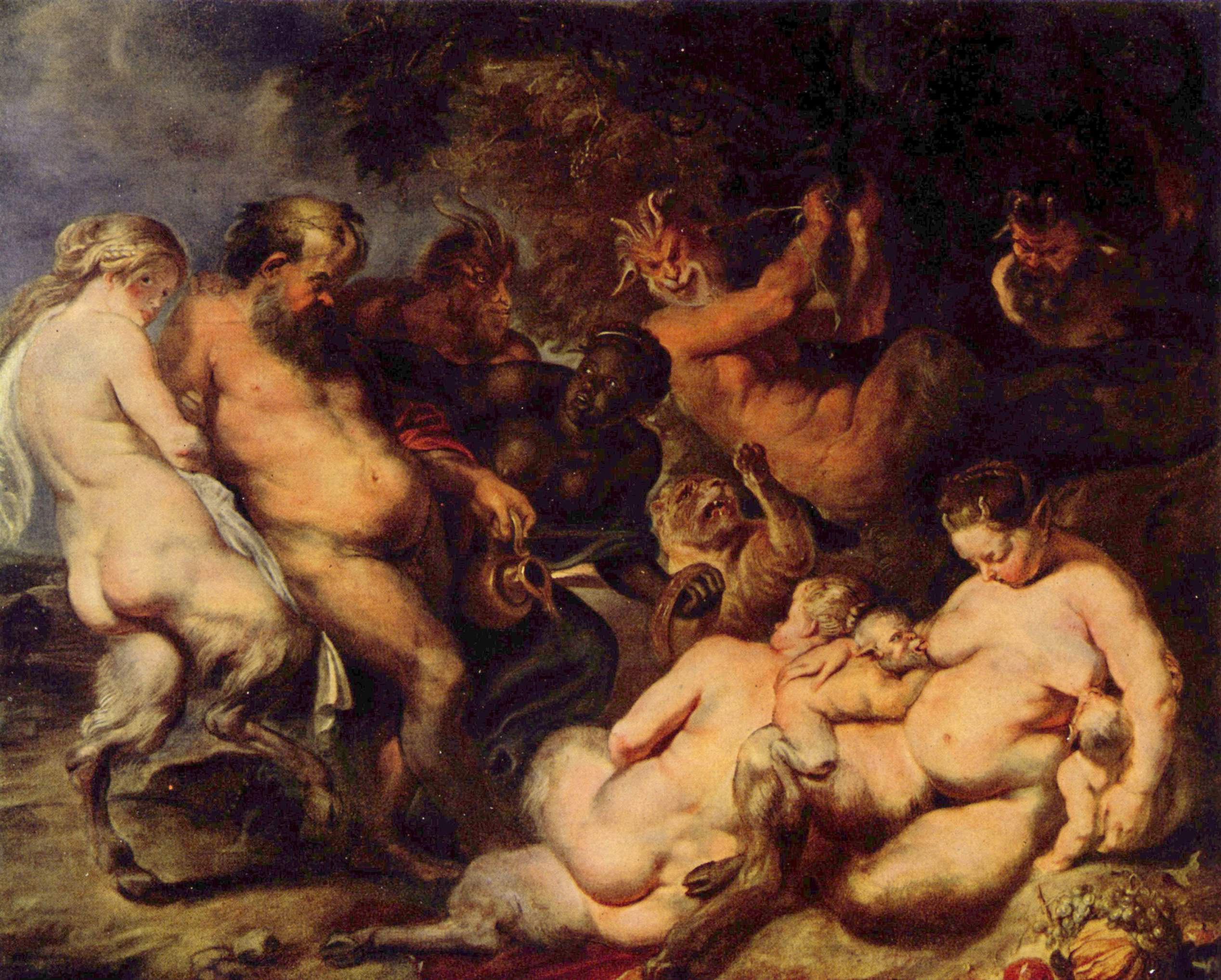
Rubens, Bacanal
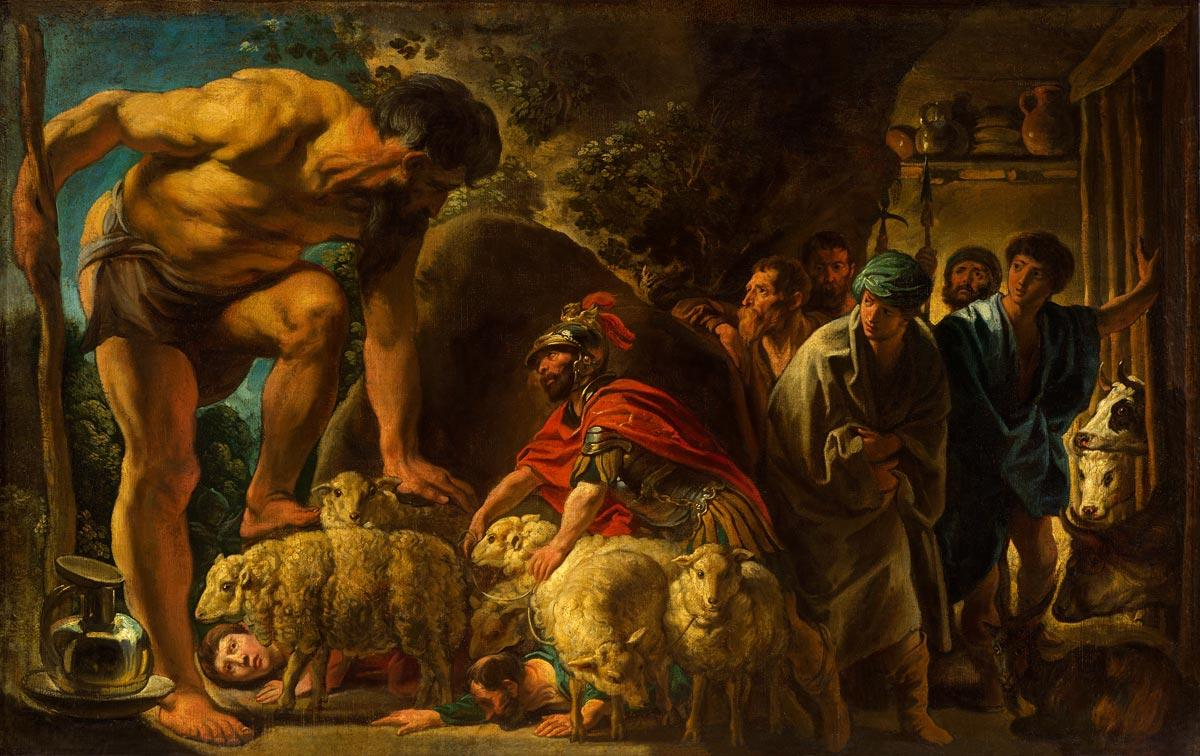
Jacob Jordaens, Odiseo en la cueva del gigante Polifemo
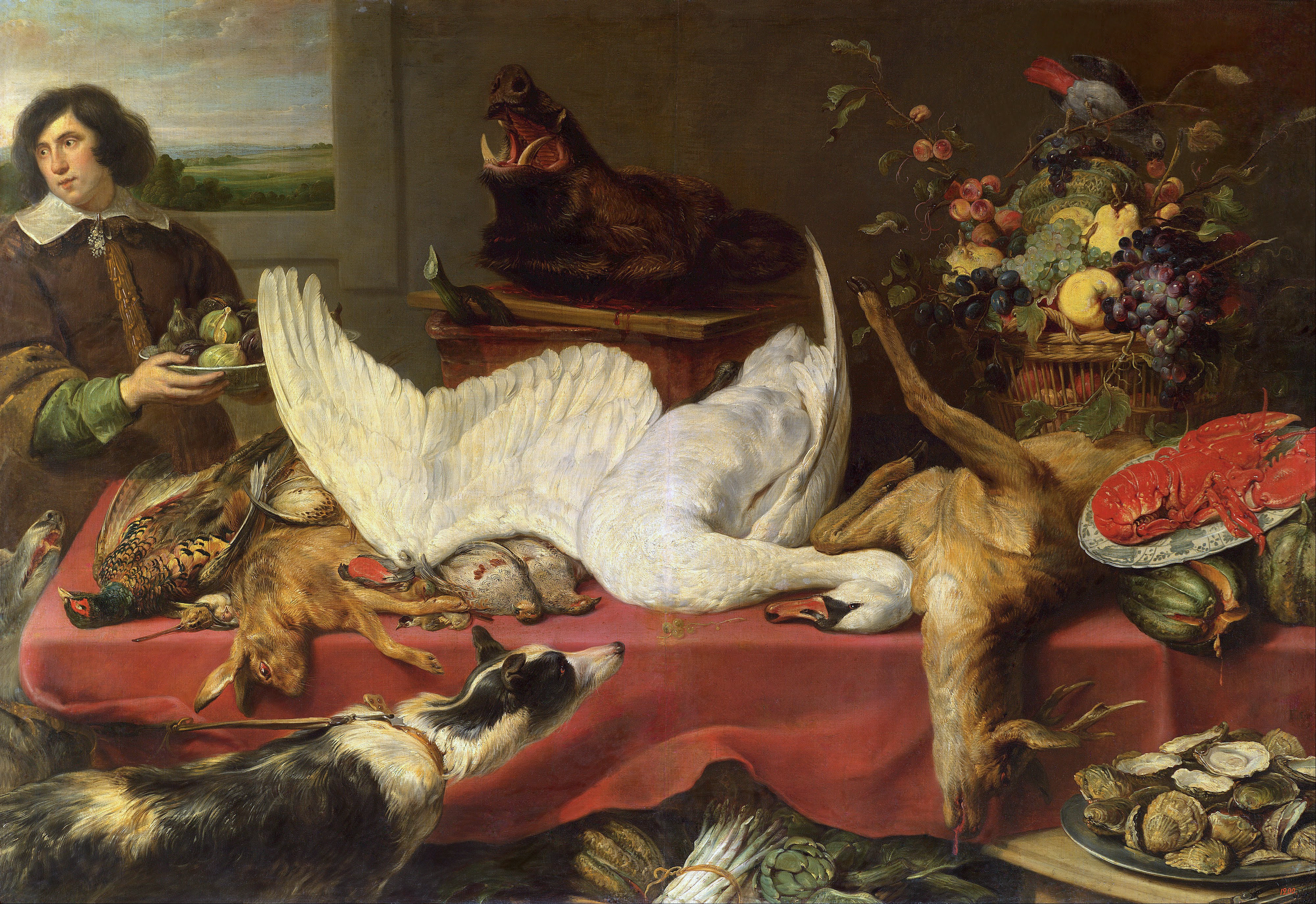
Frans Snyders, Naturaleza muerta con un cisne
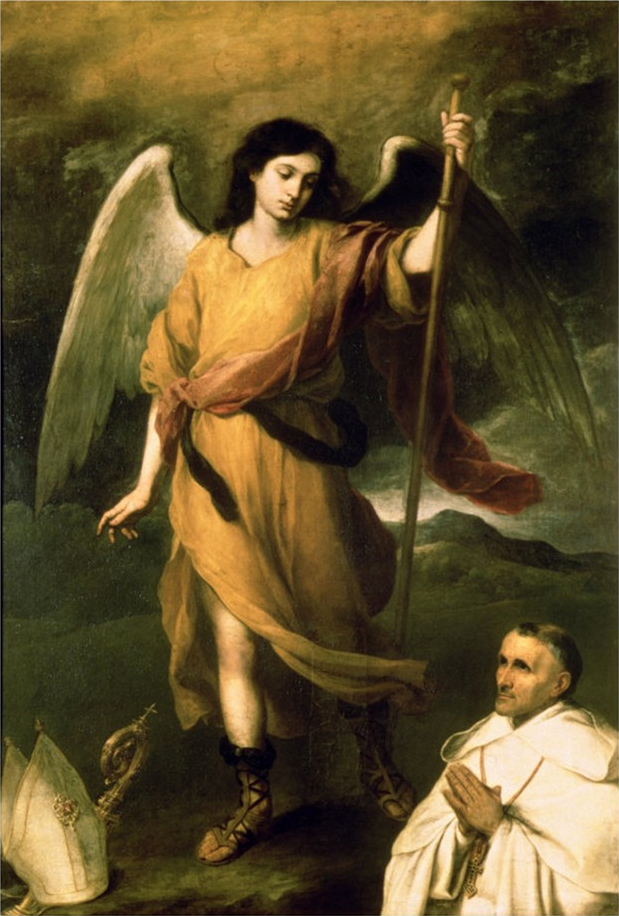
Murillo, El arcángel san Rafael
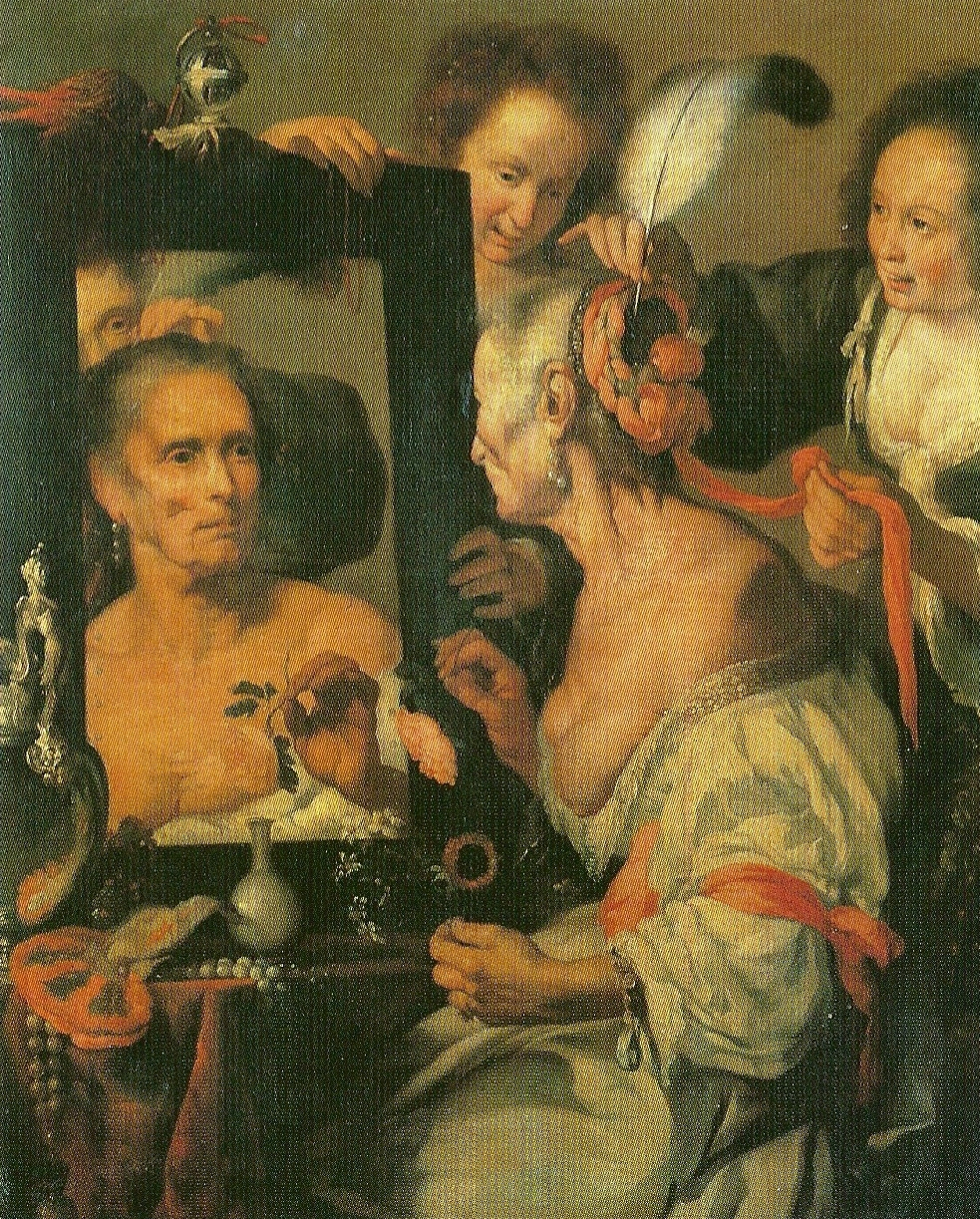
Bernardo Strozzi, La vieja coqueta
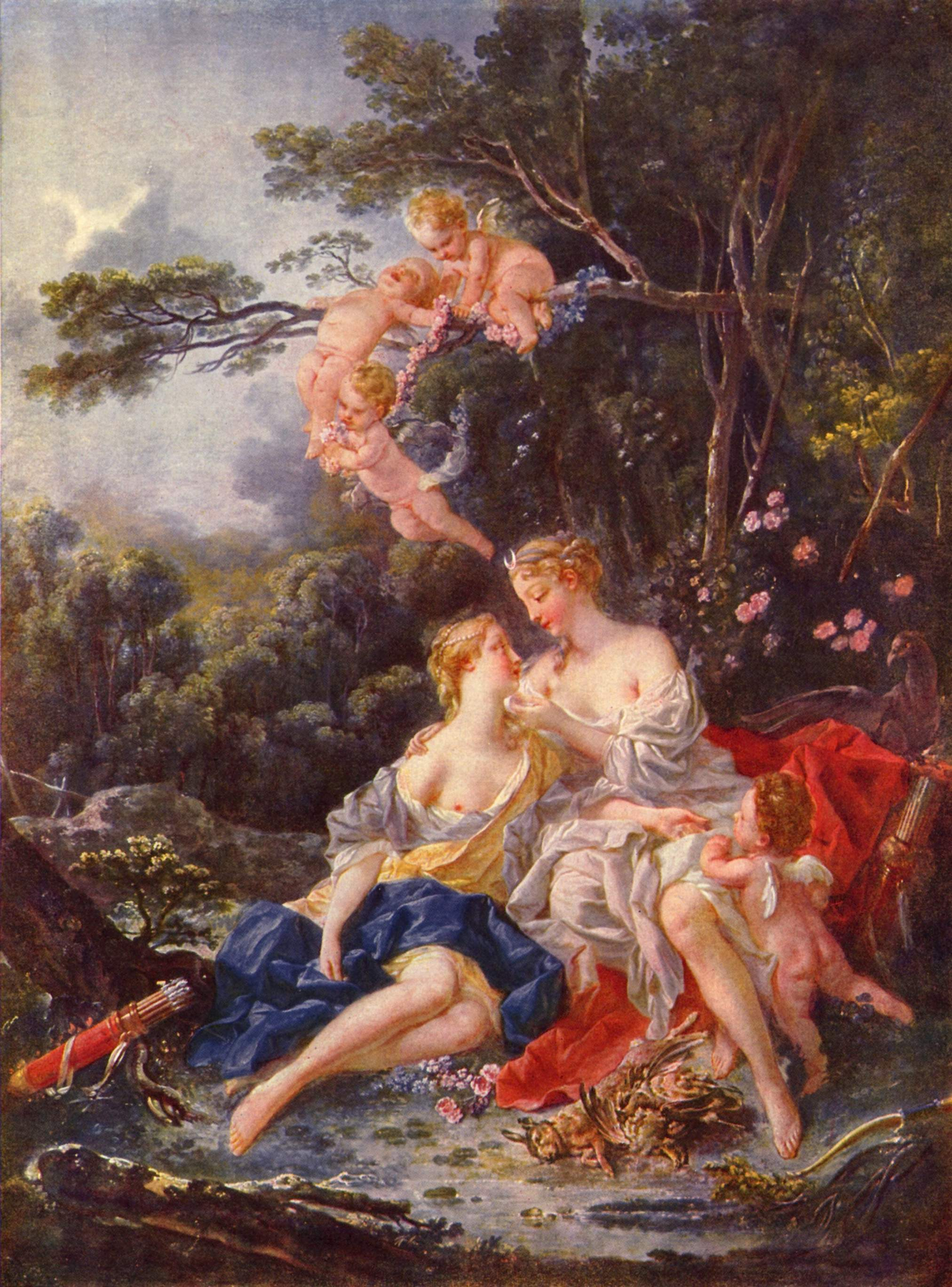
Boucher, Diana y la ninfa Calisto
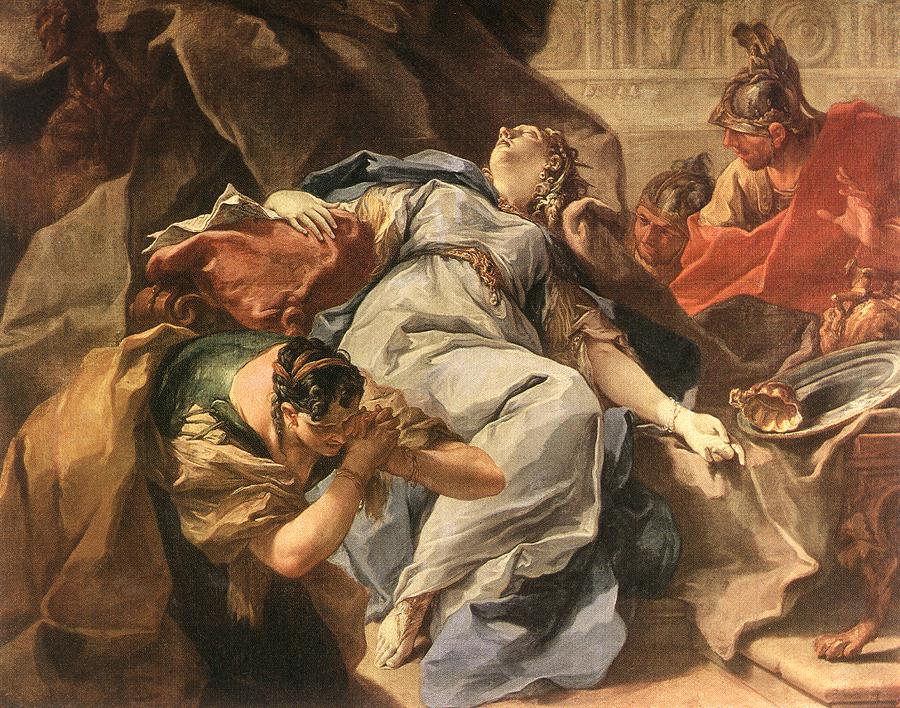
Giambattista Pittoni, La muerte de Sofonisba
Canaletto, Regreso de Bucintoro al muelle del Palacio Ducal
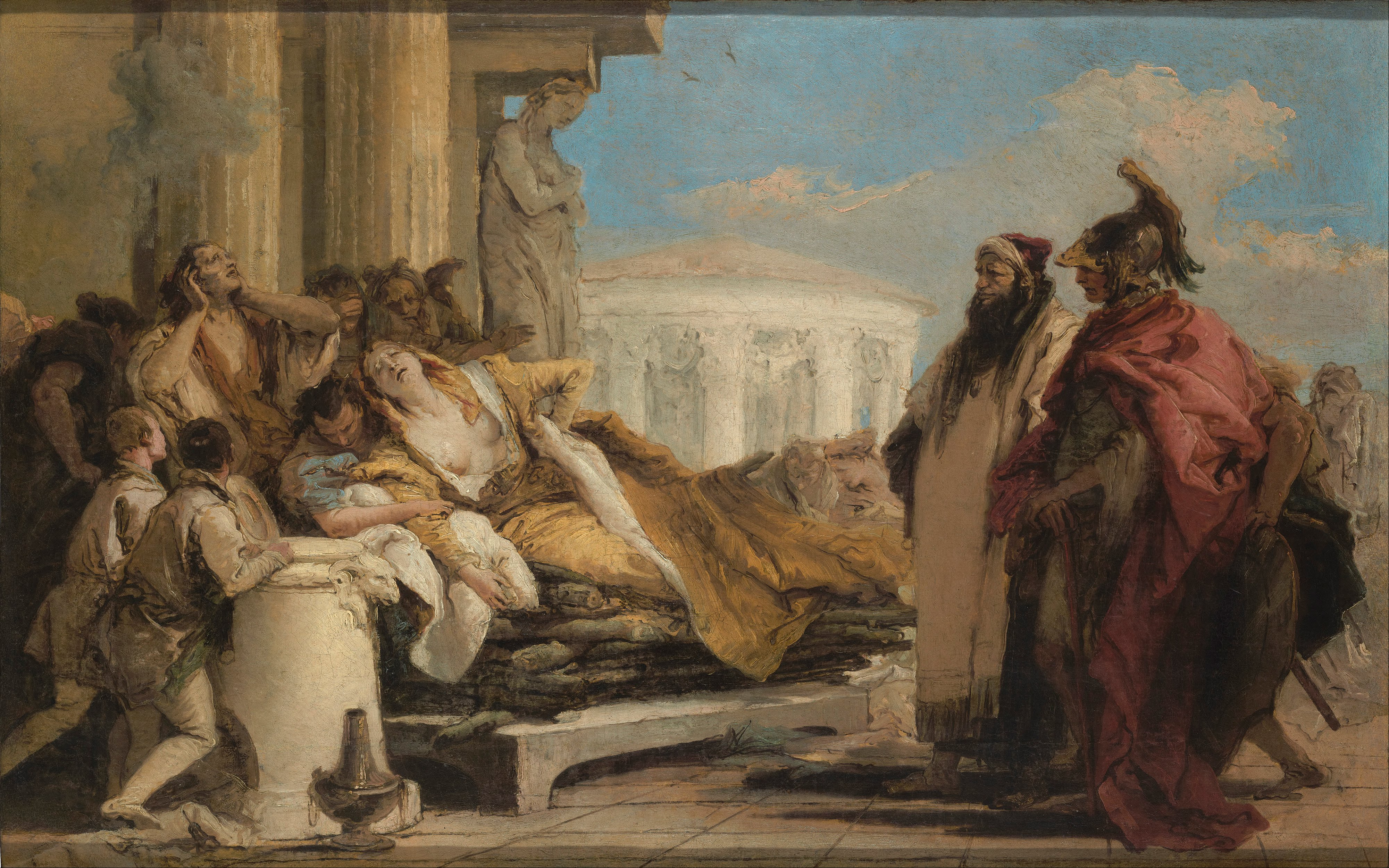
Tiepolo, La muerte de Dido
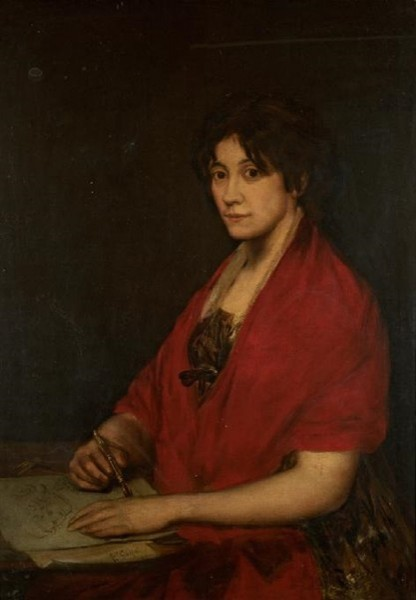
Francisco de Goya, Retrato de Lola Jiménez
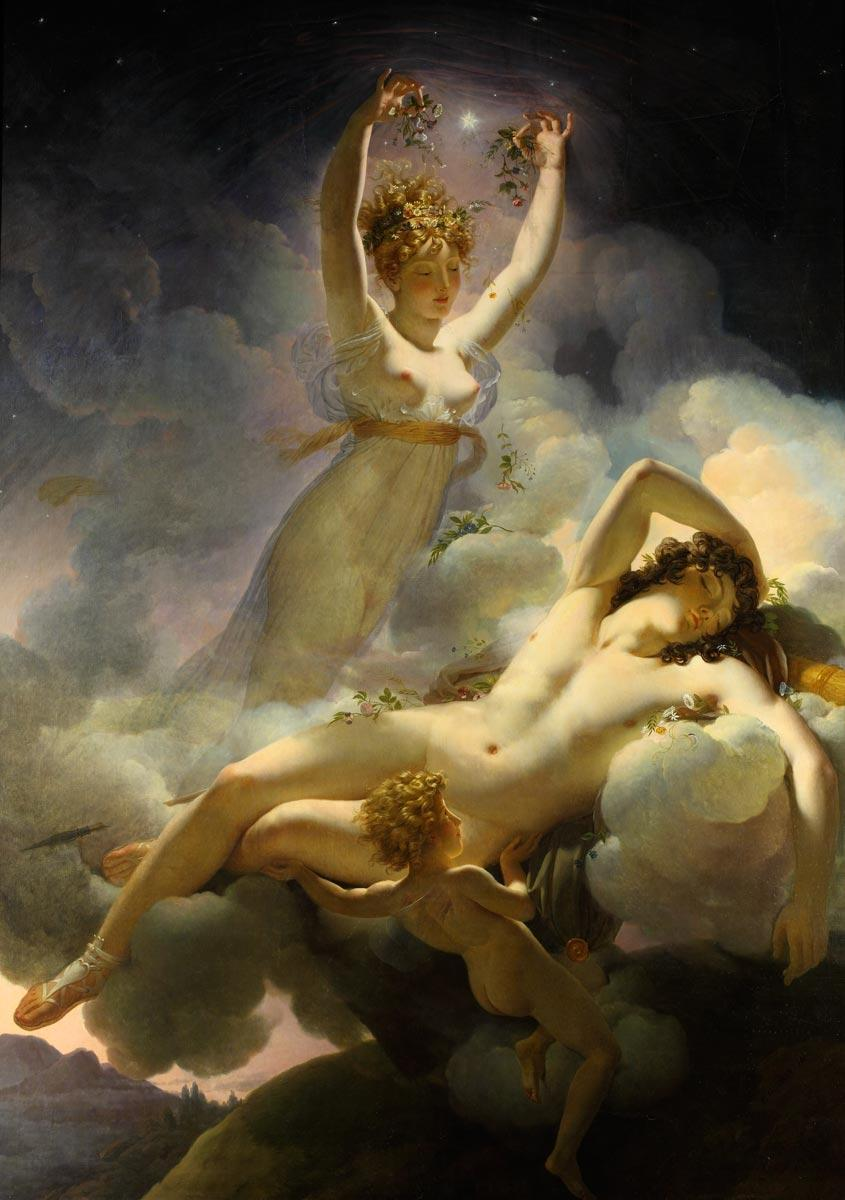
Pierre-Narcisse Guérin, Aurora y Céfalo
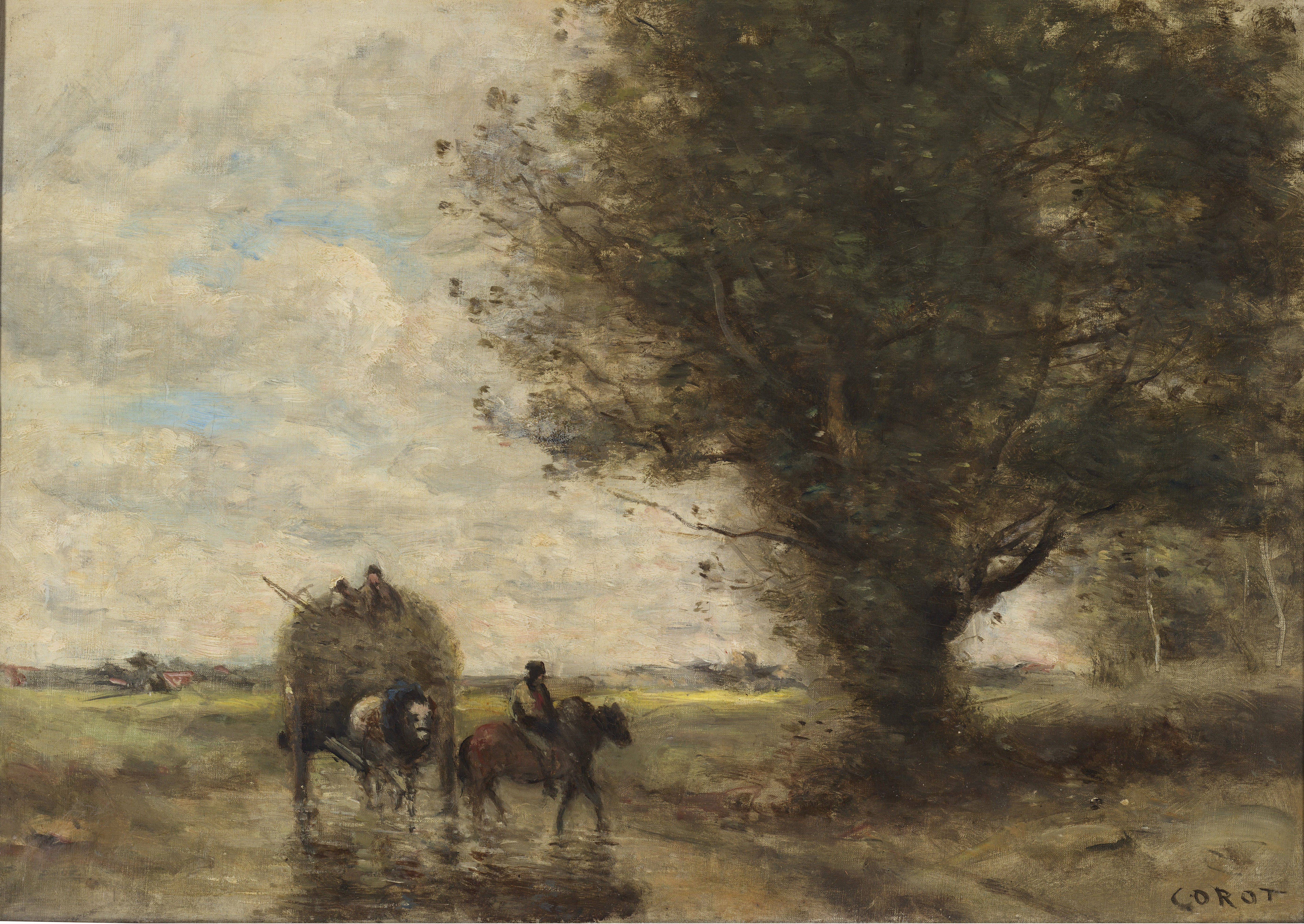
Corot, Paisaje
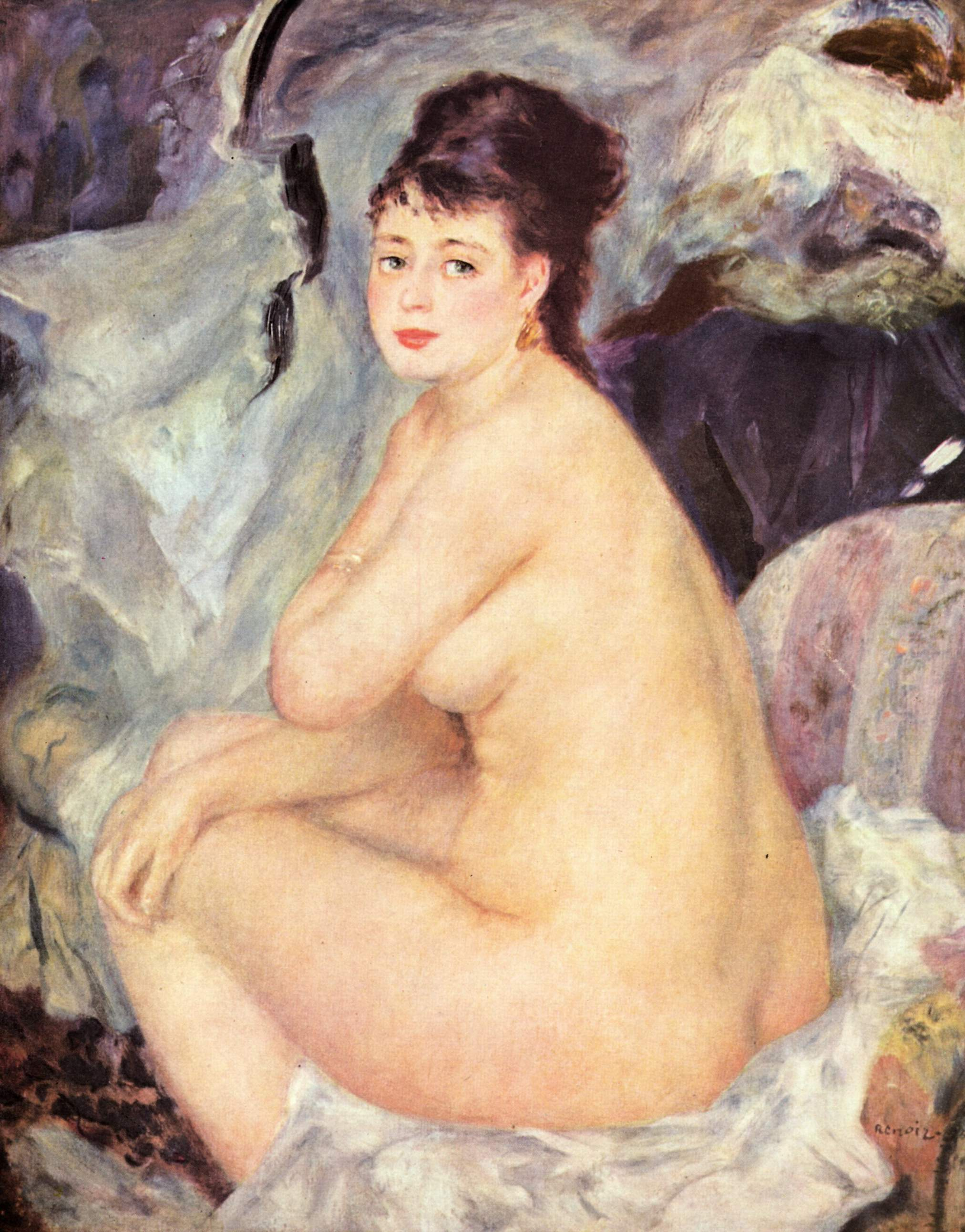
Renoir, Desnudo de Anna
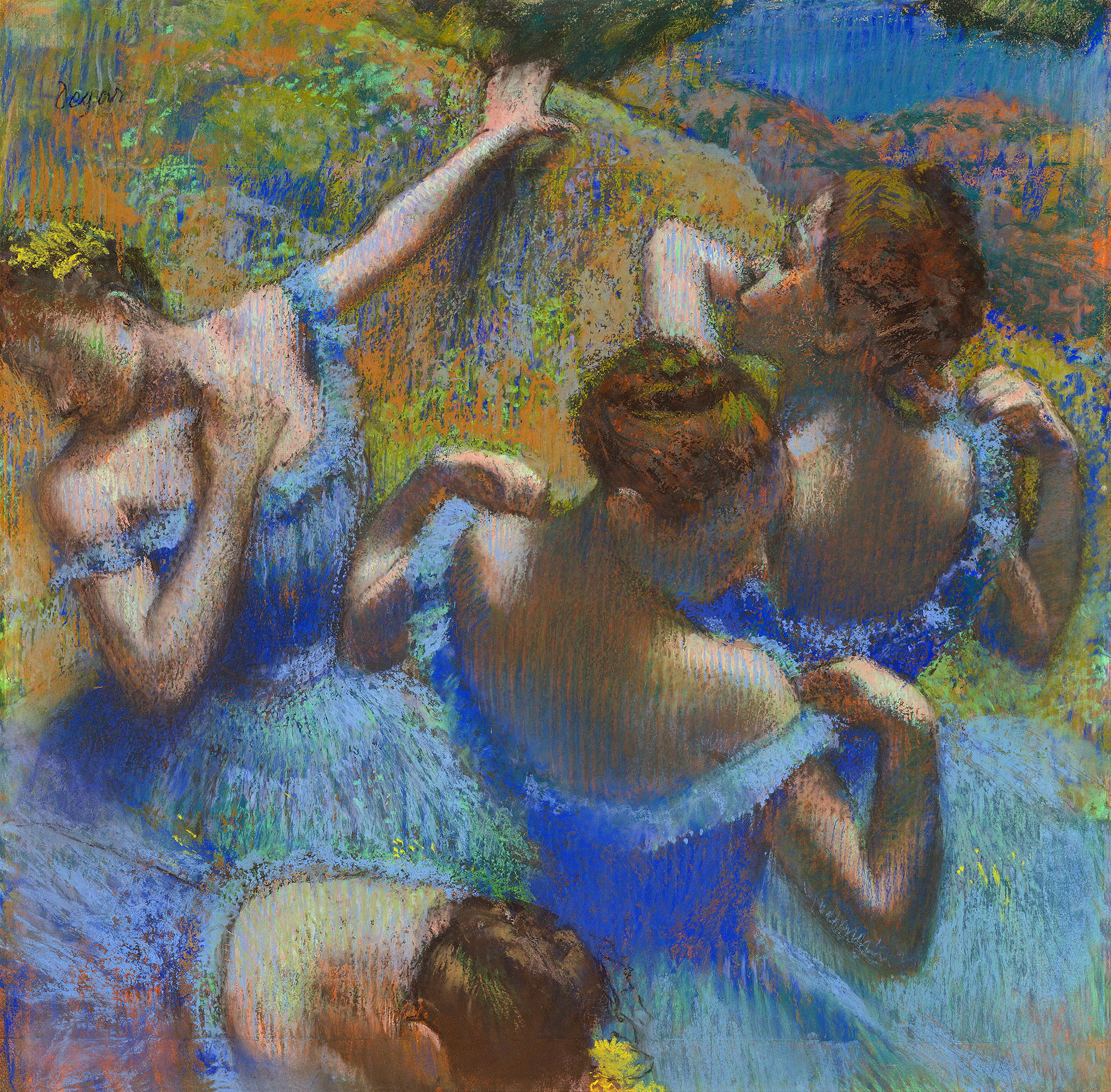
Degas, Bailarinas de azul (pastel)
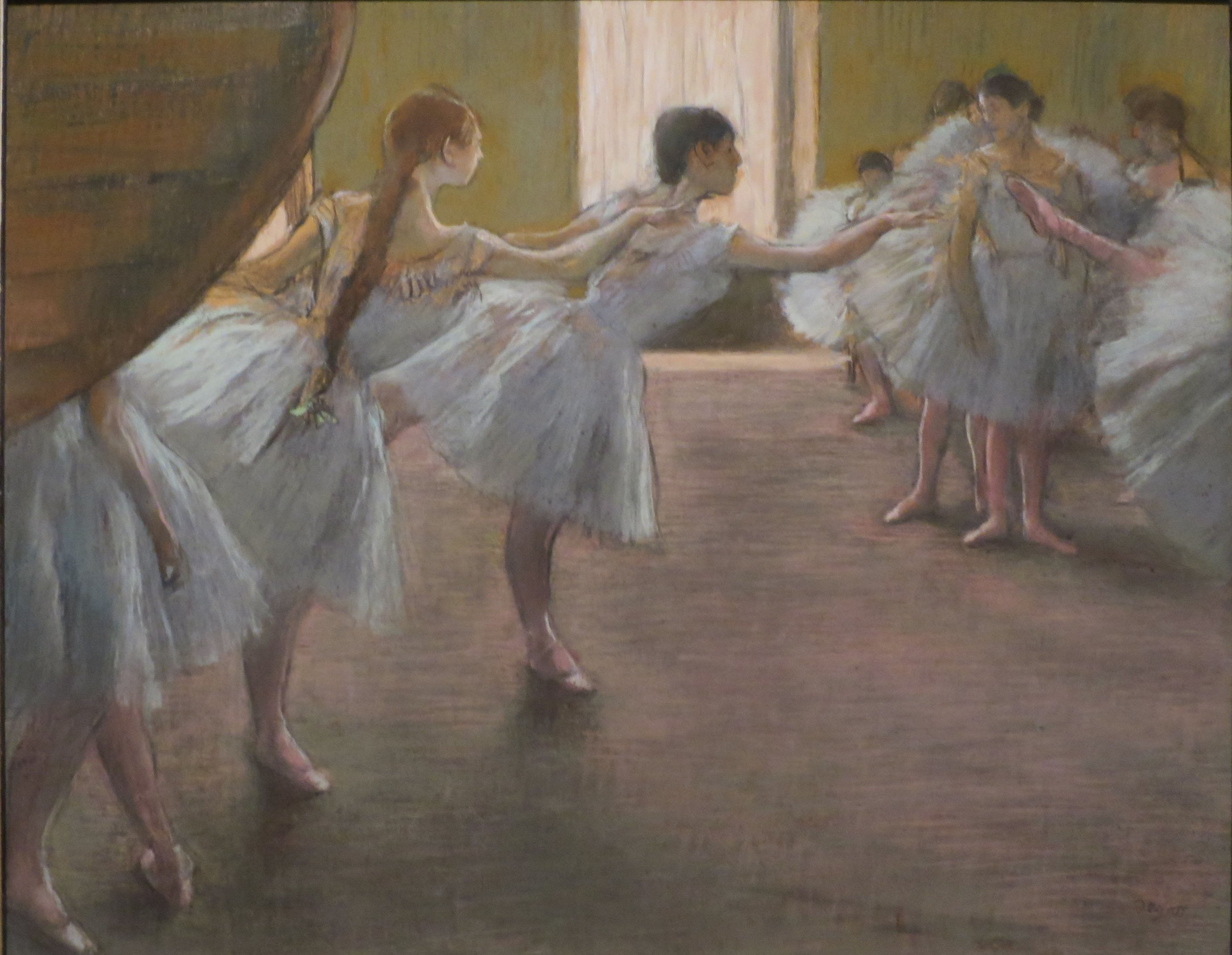
Degas, Bailarines en el ensayo
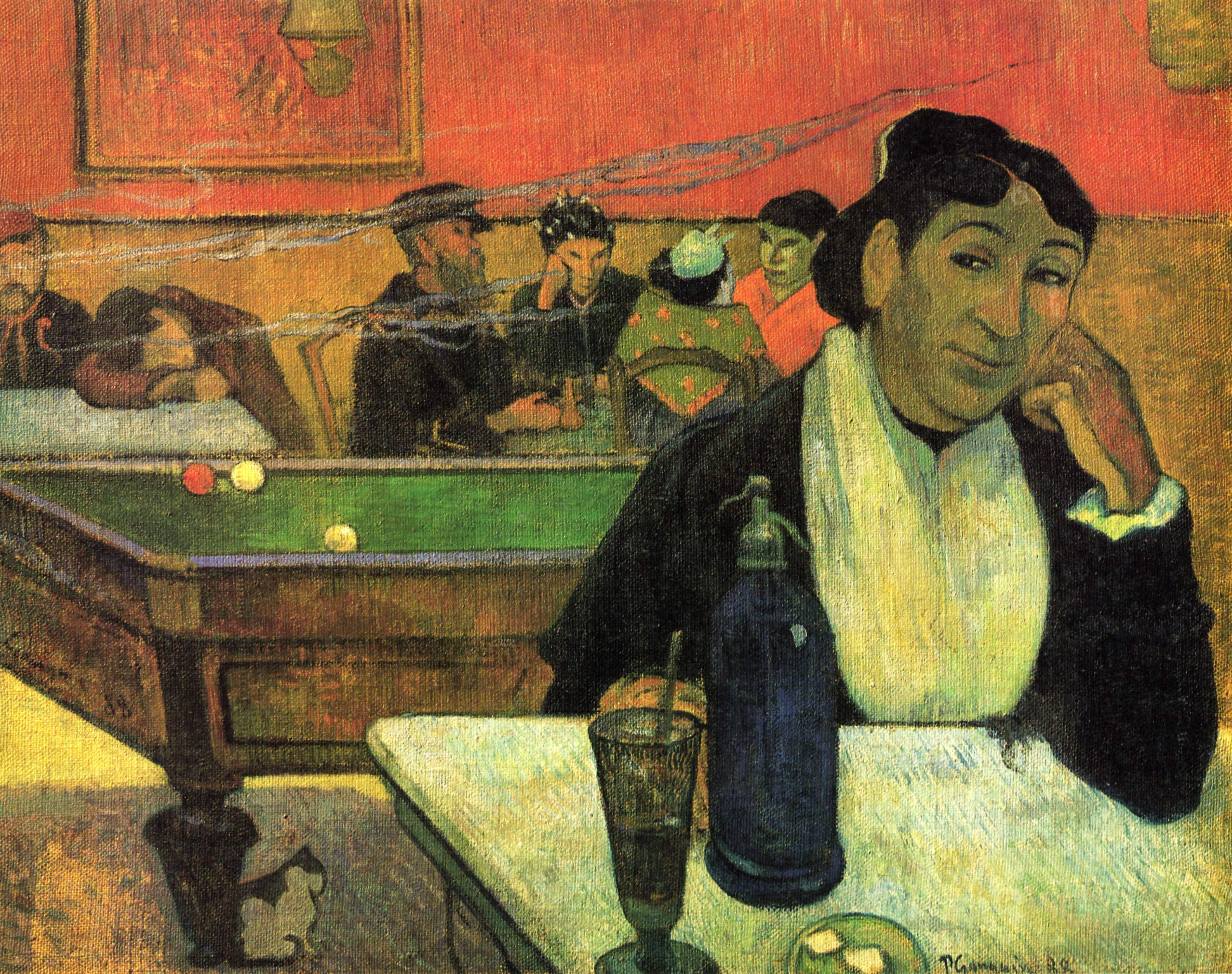
Paul Gauguin, Café de noche en Arlés
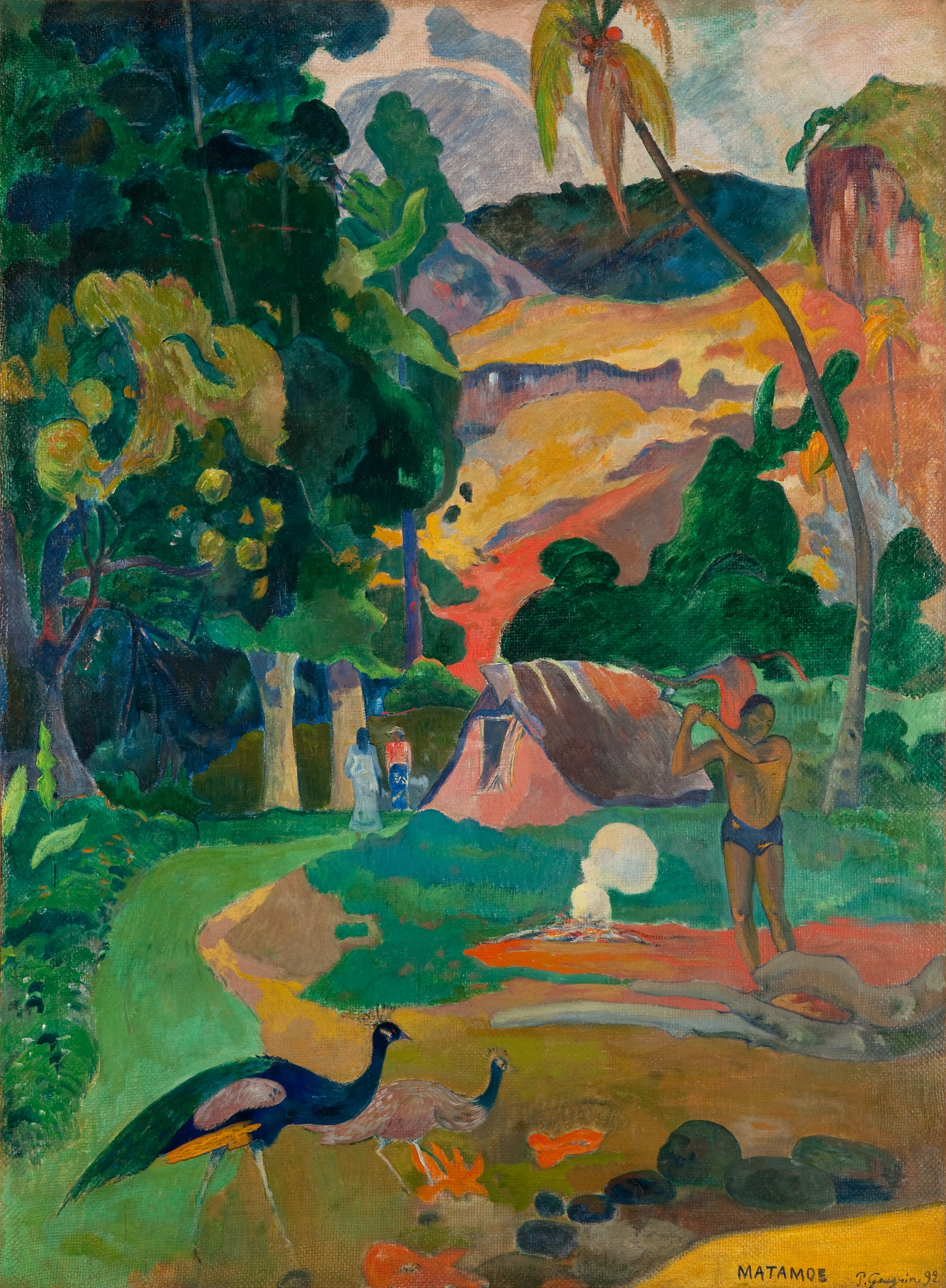
Paul Gauguin, Paisaje con pavos reales (Matamoe)
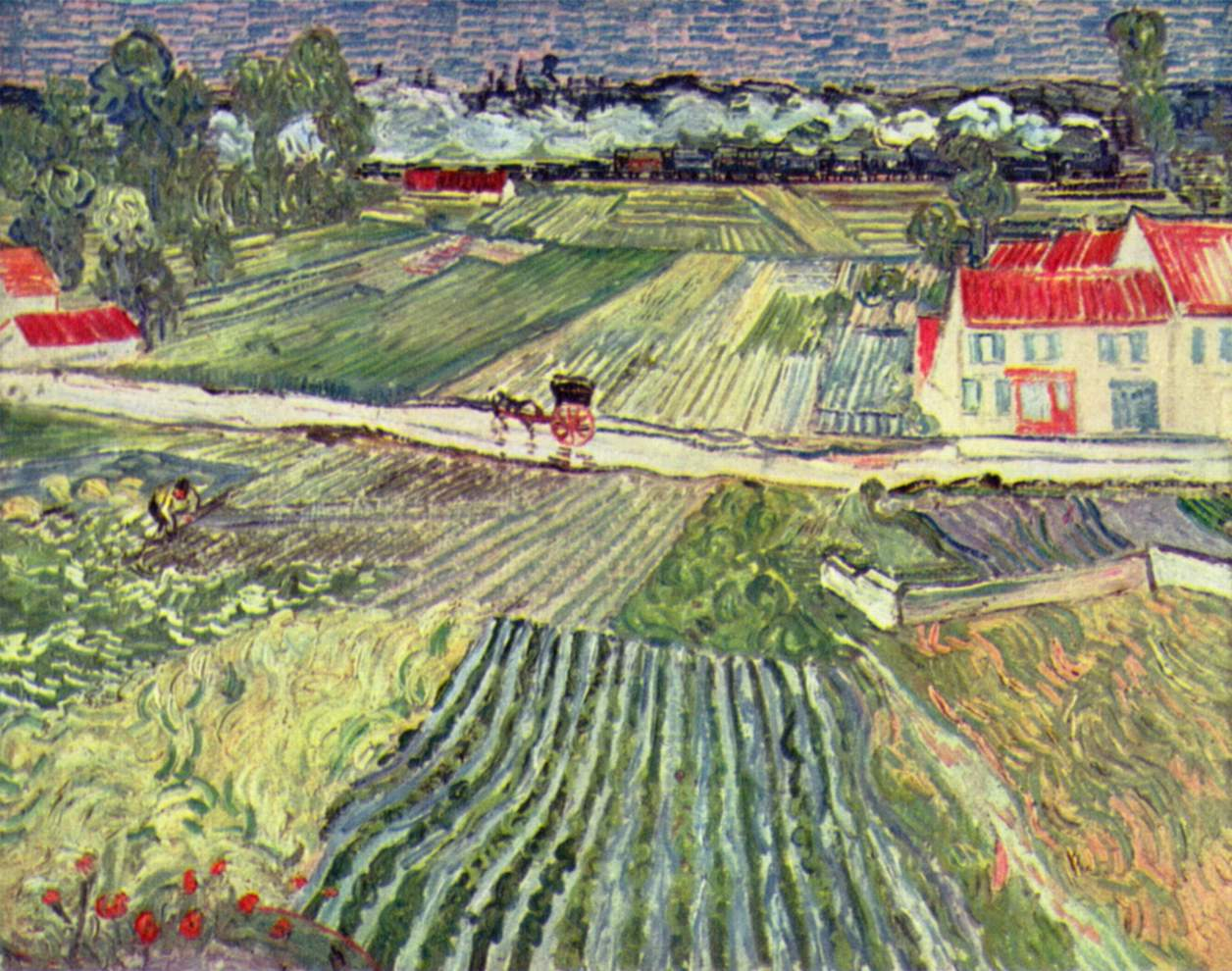
Van Gogh, Paisaje de Auvers, Francia
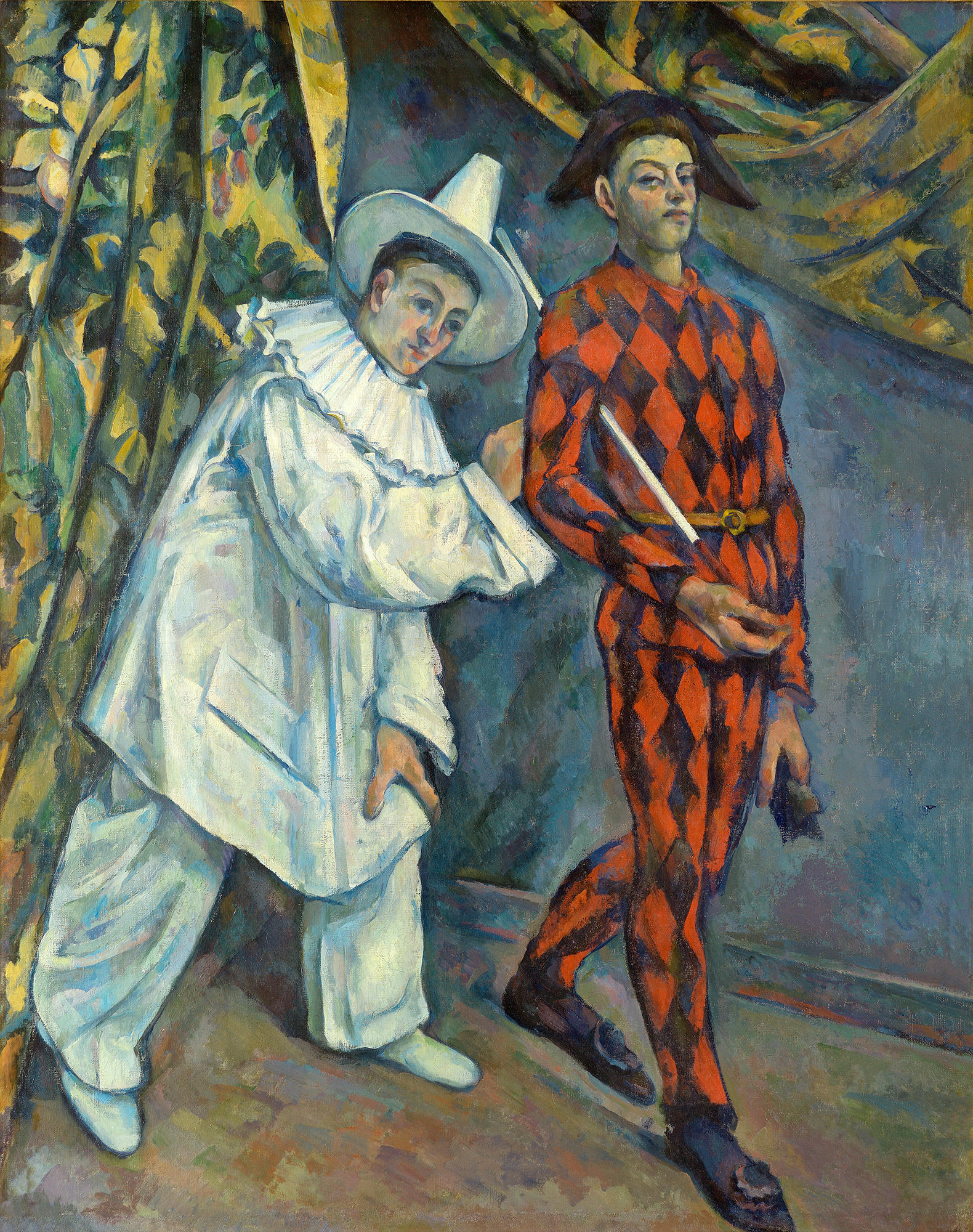
Cézanne, Martes de carnaval
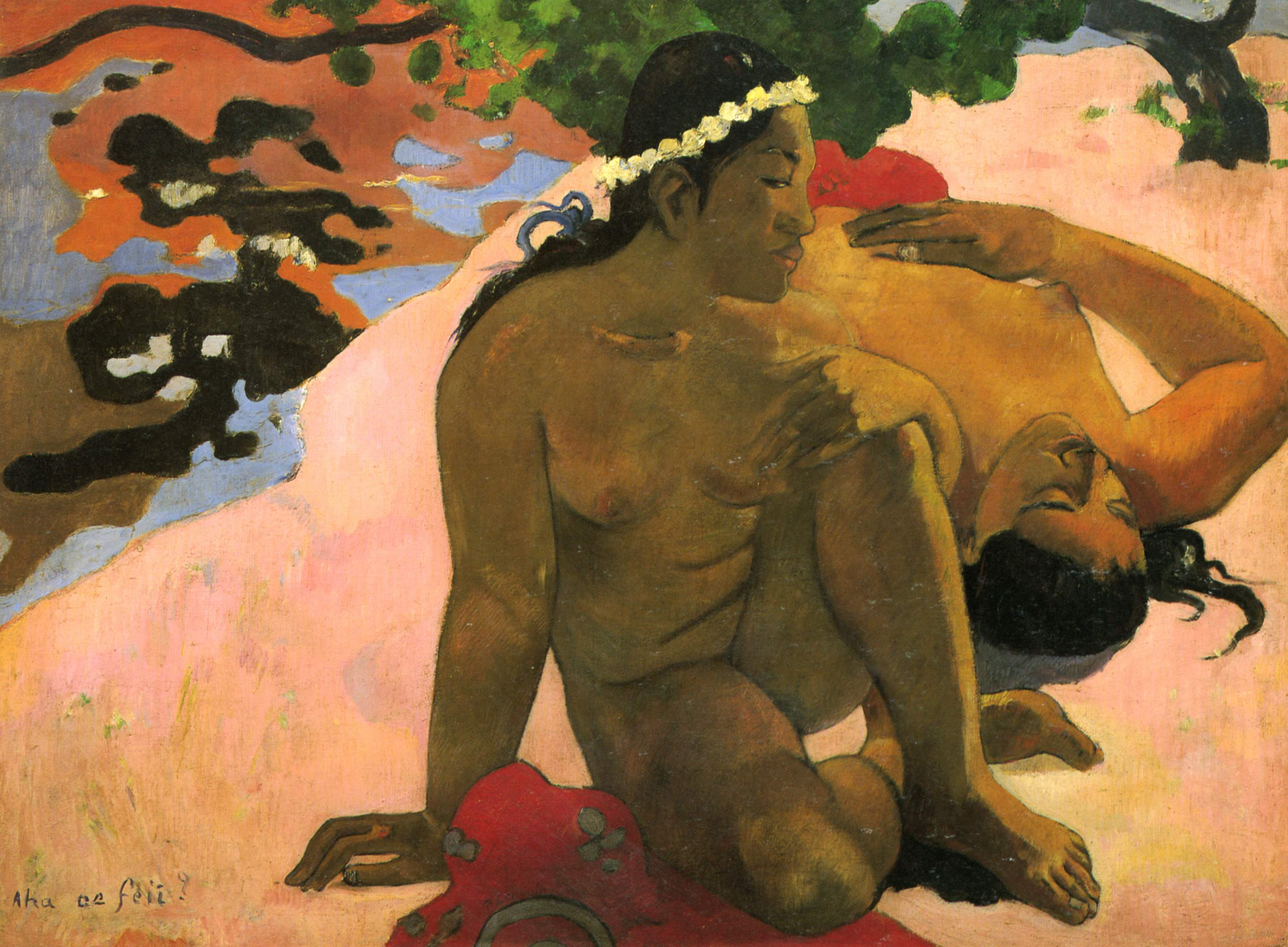
Paul Gauguin, ¿Qué, estás celosa?
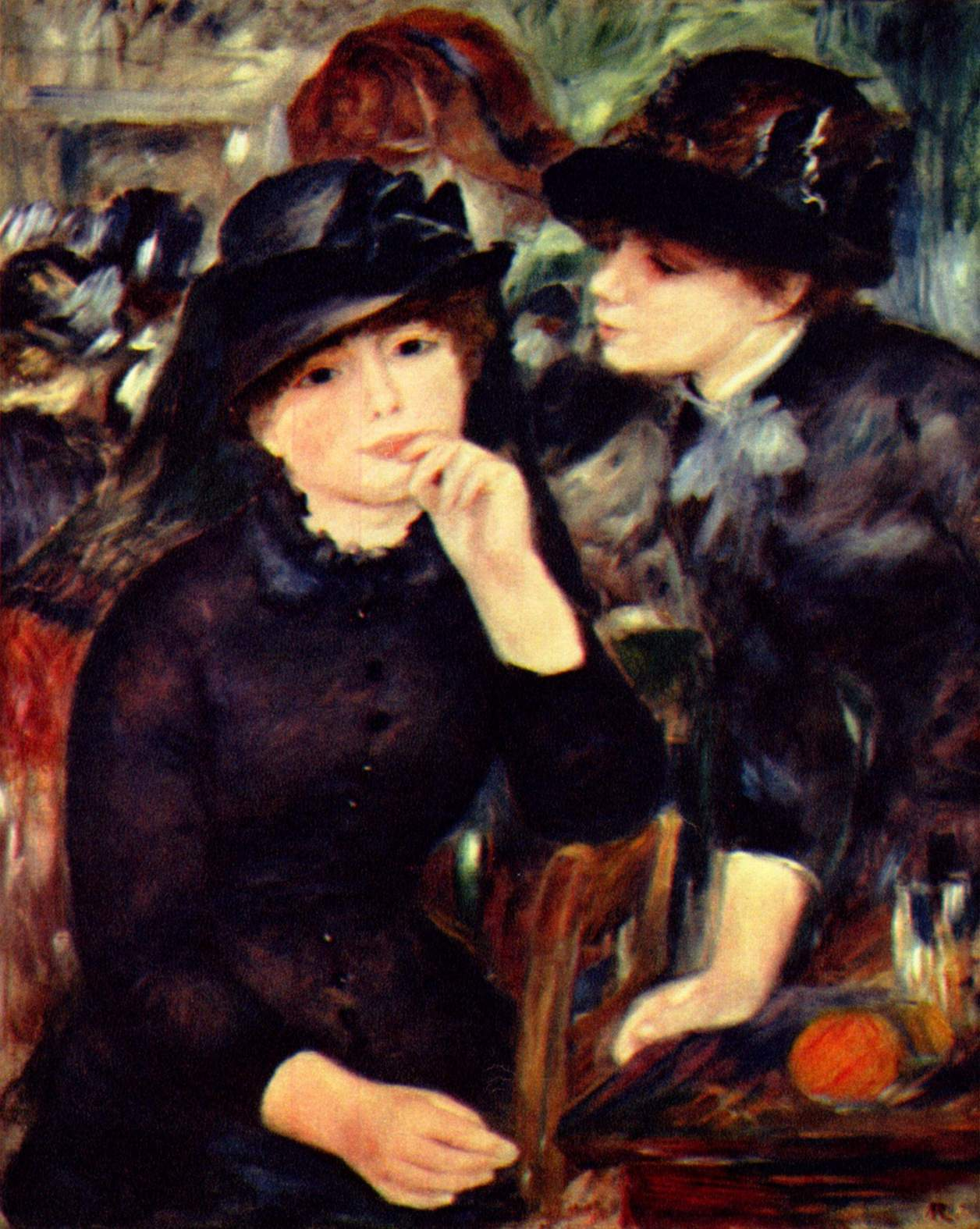
Renoir, Niñas en negro
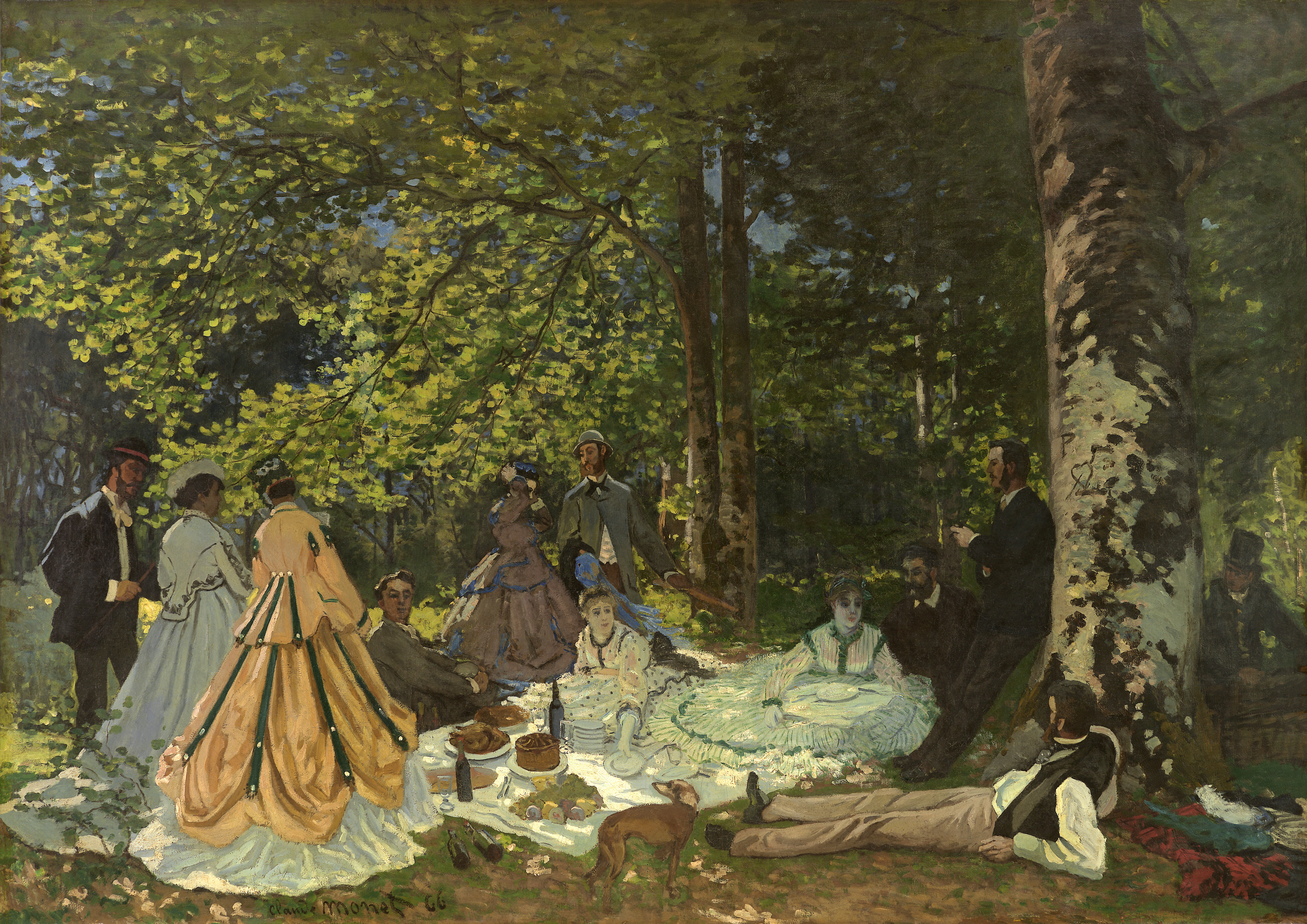
Claude Monet, El almuerzo sobre la hierba
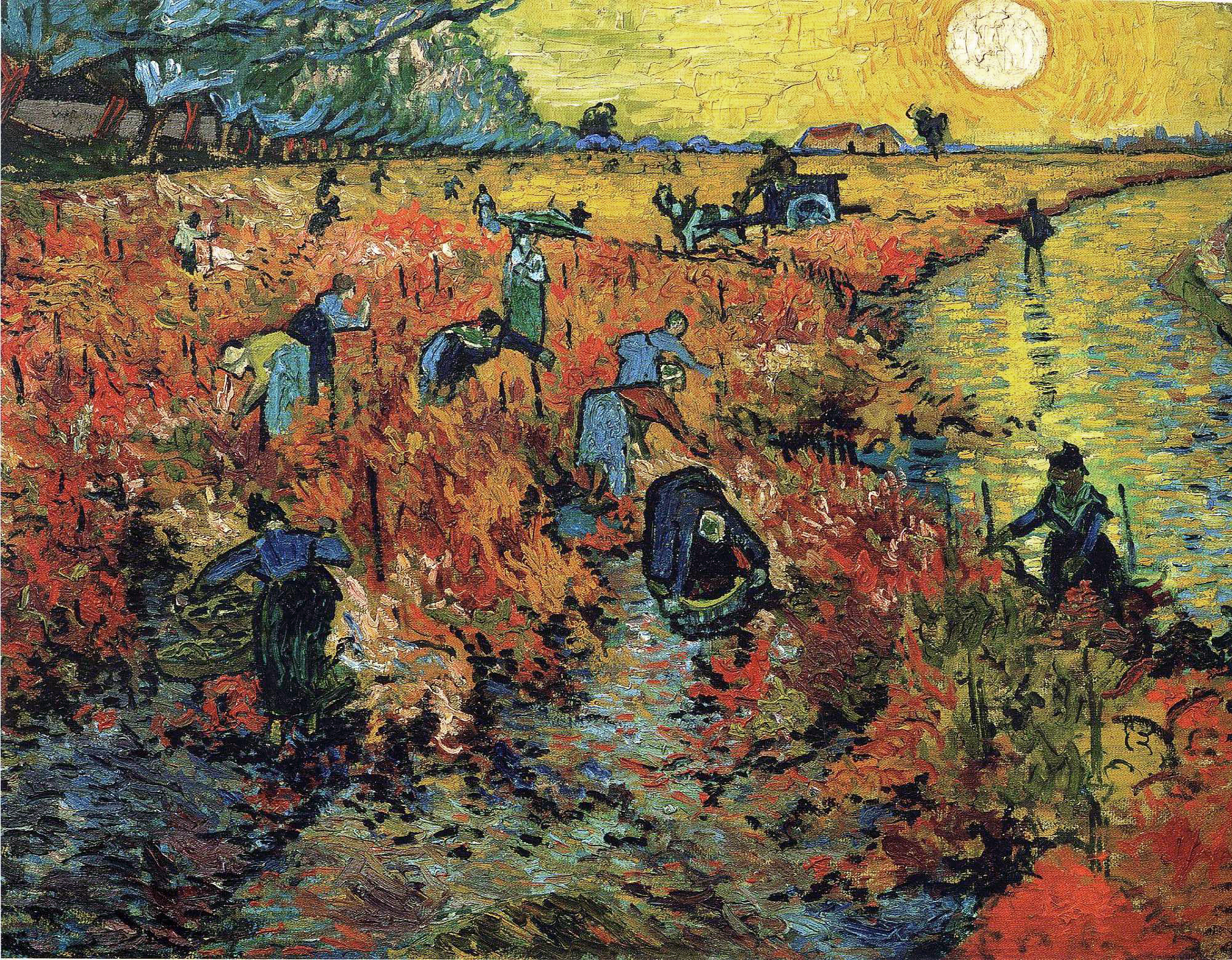
Van Gogh, El viñedo rojo
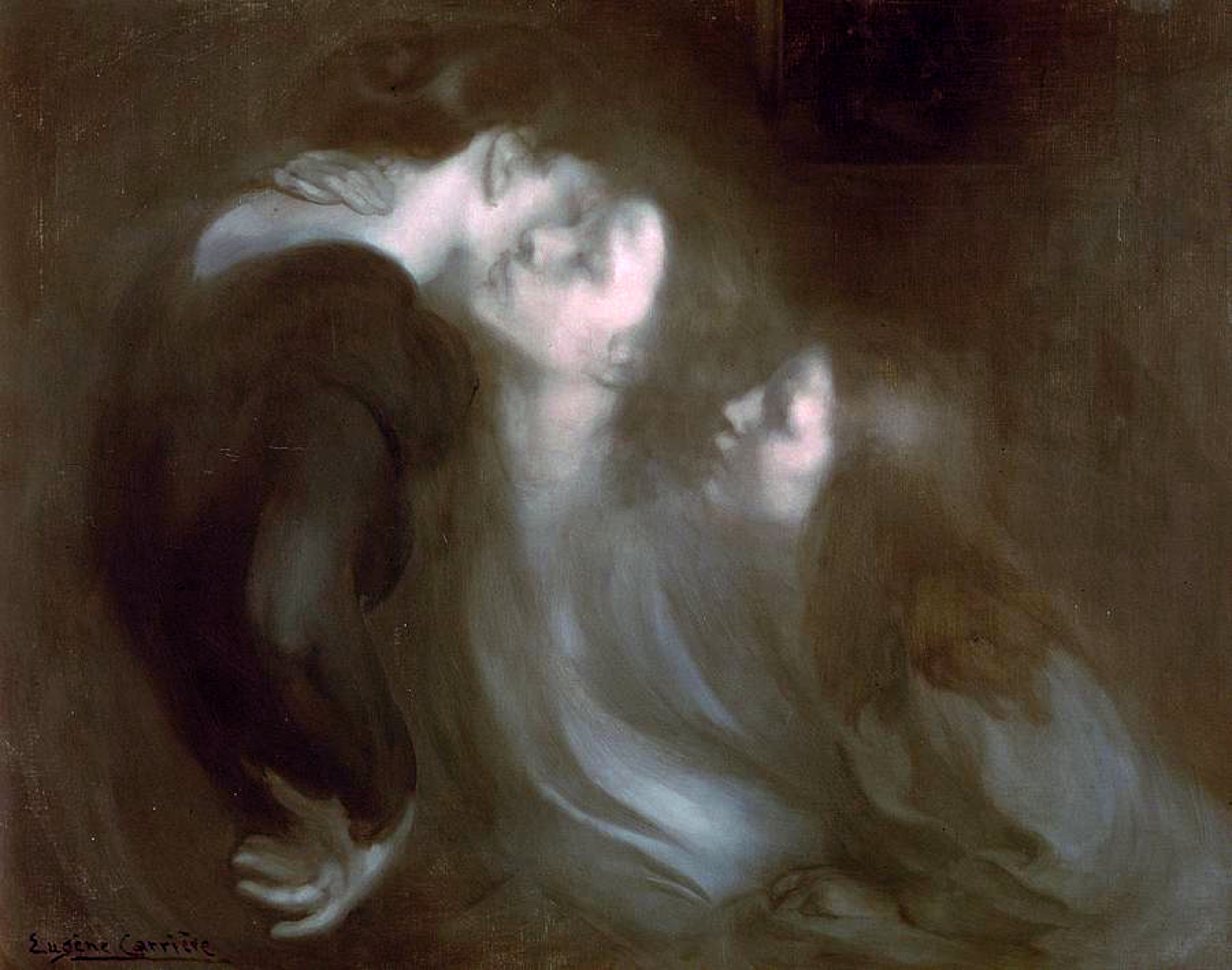
Eugène Carrière, El beso de la madre
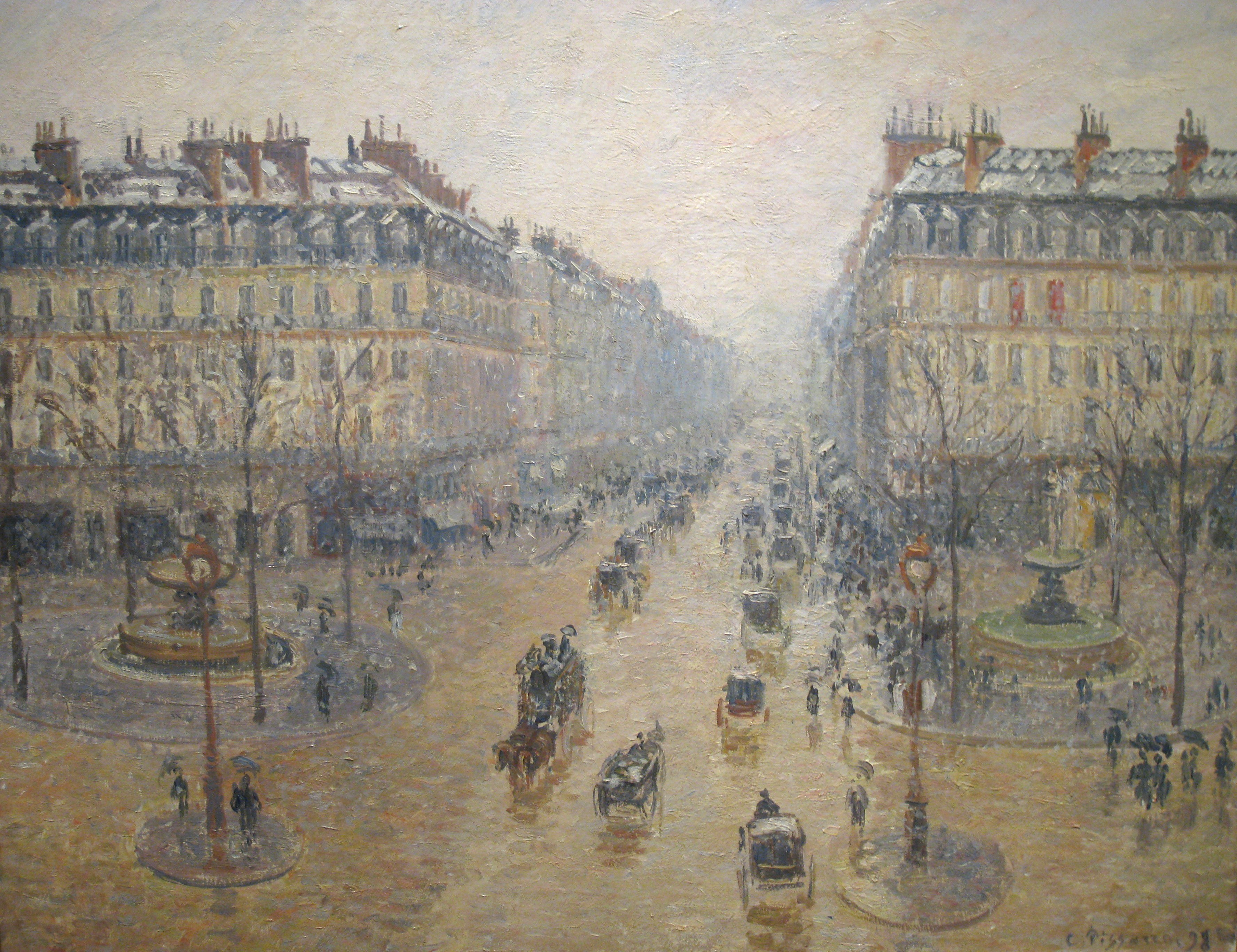
Camille Pissarro, Avenue de l'Opéra, effet de neige le matin